# Miedź w architekturze

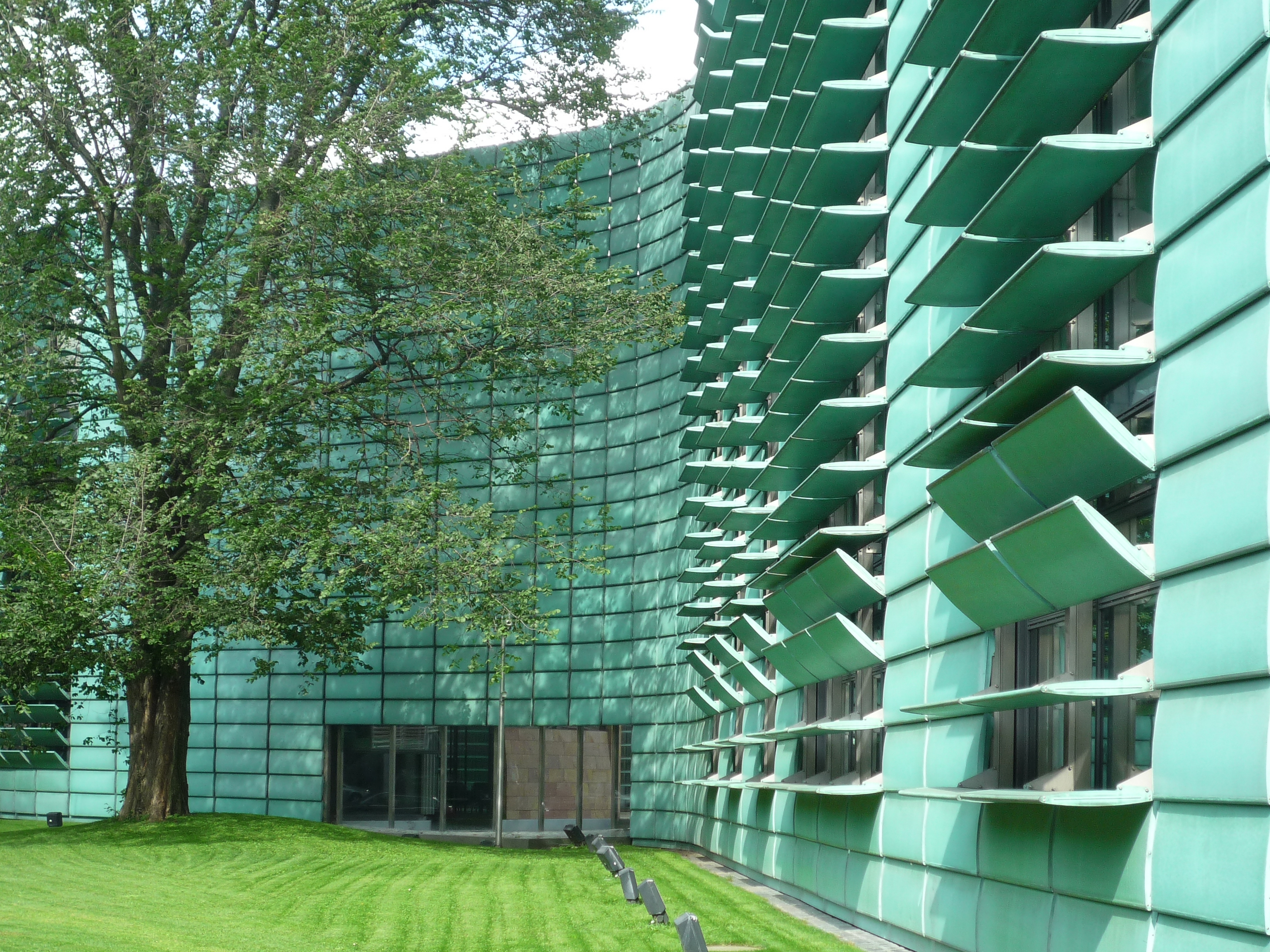
Ambasada Krajów Skandynawskich w Berlinie, Niemcy

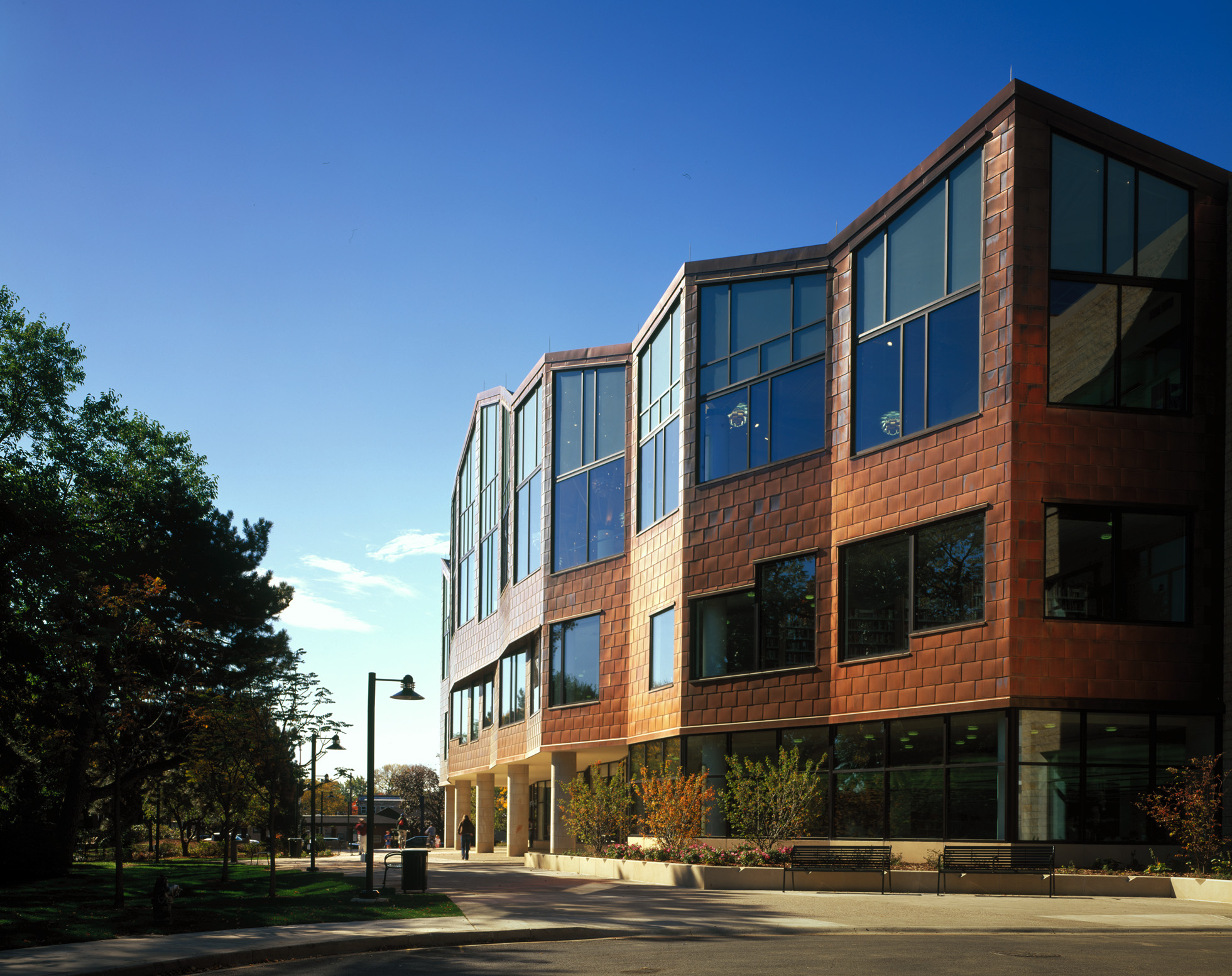
Miedziana fasada biblioteki publicznej w Oak Park, w Stanach Zjednoczonych

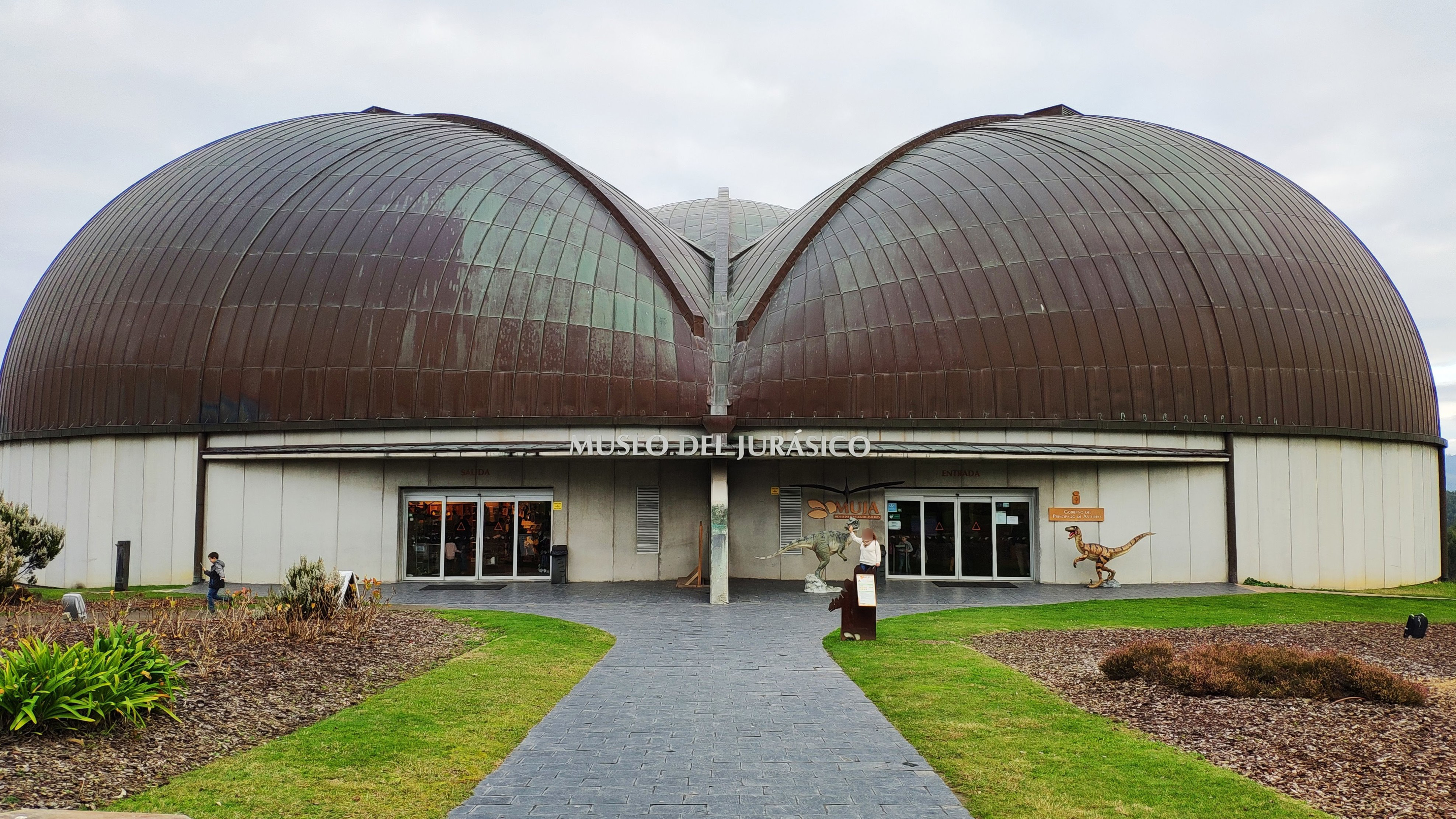
Miedziany dach Muzeum Jurajskiego w Asturii (MUJA) w Hiszpanii, którego trzy sferyczne kopuły mają przypominać stopę dinozaura

Miedź zasłużyła sobie na miano ważnego materiału stosowanego w architekturze, budownictwie i architekturze wnętrz. Począwszy od katedr po zamki, od domów mieszkalnych po biura, z miedzi wytwarza się bardzo wiele różnych elementów architektonicznych, takich jak dachy, opierzenia, rynny, rury spustowe, kopuły, iglice, sklepienia, oblicówki czy dylatacje konstrukcyjne.
Bogatą historię stosowania miedzi w architekturze zawdzięczamy jej trwałości, odporności na korozję, znakomitemu wyglądowi i podatności na formowanie złożonych kształtów. Od wieków rzemieślnicy i projektanci czerpali wymierne korzyści z tych atrybutów, tworząc konstrukcje nie tylko spełniające wygórowane wymagania estetyczne, lecz także wyjątkowo trwałe.
Na przestrzeni ostatniego ćwierćwiecza miedź zaczęto stosować w budownictwie w znacznie szerszym zakresie, w nowych stylach, nowych gamach kolorystycznych czy wreszcie w elementach o zróżnicowanych kształtach i fakturach. Ściany pokryte okładzinami miedzianymi można powszechnie spotkać zarówno na zewnątrz, jak i wewnątrz budynków.
W swojej twórczości na miedzi polegali także najsłynniejsi nowocześni architekci, by przypomnieć choćby Franka Lloyda Wrighta, w którego wszystkich projektach architektonicznych można znaleźć elementy miedziane, Michaela Gravesa, zdobywcę nagrody AIA Gold Medal, który zaprojektował ponad 350 budynków na całym świecie, Renzo Piano, autora projektu okładziny z miedzi wstępnie patynowanej dla miejskiego muzeum nauki NEMO w Amsterdamie, Malcolma Holzmana, którego gonty z patynowanej miedzi uczyniły z gmachu WCCO Television Communications Center prawdziwą wizytówkę Minneapolis, czy wreszcie Marianne Dahlbäck i Görana Månssona, projektantów gmachu Muzeum Vasa, który wyróżnia się na horyzoncie Sztokholmu dzięki okładzinie miedzianej o powierzchni 12 tysięcy metrów kwadratowych. Olbrzymia miedziana rzeźba ryby według projektu architekta Franka O. Gehry’ego, zdobiąca dach gmachu Vila Olimpica w Barcelonie, jest z kolei przykładem wykorzystania miedzi w celach typowo zdobniczych.
Miedź najbardziej znana jest ze swego charakterystycznego wyglądu, dzięki gamie barw zaczynającej się od jasnego metalicznego koloru, przez opalizujący brąz i niemal czerń po zielonkawą śniedź, czyli patynę. Na określenie barw brązowawych architekci dysponują terminami takimi jak rudobrunatna, czekoladowa, śliwkowa, mahoniowa czy hebanowa. Również wyraźnie odznaczająca się zielonkawa patyna miedzi od dawna z lubością wykorzystywana była przez architektów i projektantów.

## Historia
Miedź znana jest architektom od tysięcy lat. Przykładów jej zastosowania można szukać choćby w starożytnym Egipcie, gdzie masywne wrota strzegące wejścia do świątyni Amona w Karnaku pokryte były właśnie miedzią. W III wieku p.n.e. miedziane gonty dachowe zostały zastosowane w konstrukcji świątyni Loha Maha Paya na Sri Lance, zaś w 27 r. p.n.e. starożytni Rzymianie użyli miedzi do wykonywania pokrycia dachowego Panteonu.
Kilka wieków później miedź i jej stopy stosowane były już powszechnie w architekturze średniowiecznej. Wrota Bazyliki Narodzenia Pańskiego w Betlejem (6 w n.e.) pokryte zostały płytami wykonanymi z brązu formowanymi w wybrane kształty. Z kolei wrota do świątyni Hagia Sofia w dawnym Konstantynopolu, datowane na przełom VIII i IX wieku naszej ery, całe wykonane były z brązu. Około roku 800 n.e. powstały brązowe wrota Katedry w Akwizgranie w Niemczech, natomiast brązowe drzwi baptysterium w Katedrze Santa Maria del Fiore we Florencji ukończone zostały przez Ghibertiego w roku 1423.
Miedziany dach katedry w Hildersheim, zamontowany w roku 1280, dotrwał aż do naszych czasów. Z kolei dach zamku Kronborg, jednej z najważniejszych europejskich budowli renesansowych tego typu, która przeszła do historii jako Elsynor dzięki szekspirowskiemu „Hamletowi”, został wykonany w roku 1585. Elementy miedziane wieży poddano renowacji w 2009 roku.
Latami stosowanie miedzi ograniczało się głównie do budowli użytku publicznego, takich jak kościoły, budynki rządowe czy akademickie. Z kolei jednymi z najlepiej rozpoznawalnych elementów tych budowli są zazwyczaj miedziane dachy.
Dziś miedź do zastosowań architektonicznych wykorzystywana jest w systemach pokryć dachowych, opierzeniach i zwieńczeniach murów, rynnach dachowych i rurach spustowych, elementach dylatacyjnych budynków, okładzinach elewacyjnych, kopułach, iglica, sklepieniach oraz w wielu innych detalach architektonicznych. Jednocześnie ewoluowała rola tego metalu, począwszy od stosowania go w funkcji zabezpieczenia przed niekorzystnymi warunkami meteorologicznymi czy w elementach zewnętrznego wyposażenia budynków, aż po zastosowania we wnętrzach, gdzie istotnie wpłynął na metody dekorowania przestrzeni komercyjnych i mieszkaniowych.
W XXI wieku miedź nadal rozwija się w sferze architektury wnętrz. Jej nie tak dawno dowiedzione właściwości przeciwdrobnoustrojowe pozwalają ograniczać zagrożenia związane z niebezpiecznymi bakteriami osiadającymi na przedmiotach takich jak poręcze, uchwyty łóżek, elementy armatury łazienkowej czy też lady itp. Wspomniane artykuły produkowane z miedzi przeciwdrobnoustrojowej znajdują coraz szersze zastosowania w placówkach publicznych (szpitalach, domach opieki, środkach transportu zbiorowego), jak i w budynkach mieszkalnych, oferując ich użytkownikom dodatkowe korzyści higieniczne.

## Właściwości

### Odporność na korozję
Miedź jest metalem stosowanym w architekturze również dlatego, że oferuje znakomite właściwości antykorozyjne. Powierzchnie wykonane z miedzi z czasem pokrywają się wytrzymałą patyną tlenkowo-siarczanową, która zapewnia im ochronę antykorozyjną na długie lata.
Miedź koroduje w tempie pomijalnie małym w niezanieczyszczonym powietrzu, wodzie, odpowietrzonych kawasach nieutleniających, a także w przypadkach wystawienia jej na działanie roztworów słonych i zasadowych oraz związków organicznych. W warunkach atmosferycznych panujących w środowisku wiejskim, miedziane pokrycie dachowe koroduje w tempie niecałych 0,4 mm na 200 lat.
W przeciwieństwie do większości metali, miedź nie ulega negatywnemu wpływowi korozji powodującej uszkodzenia elementów pokryć dachowych. W przypadkach dachów miedzianych stan techniczny ich podłoża czy konstrukcji wsporczej ulega pogorszeniu na długo przed elementami miedzianymi.
Niemniej jednak miedź stosowana w budownictwie jest w pewnym stopniu podatna na korozję w określonych warunkach. Oddziaływanie kwasów utleniających, utleniających soli metali ciężkich, zasad, tlenków siarki i azotu, amoniaku oraz niektórych związków siarki i amoniaku może powodować korozję miedzi. Opady atmosferyczne w miejscach, gdzie ich pH wynosi mniej niż 5,5, przyczyniają się do korozji miedzi, co najczęściej ma miejsce jeszcze zanim na jej powierzchni uformuje się patyna lub ochronna warstwa tlenkowa. Opady o odczynie kwasowym, czyli tzw. kwaśne deszcze, stanowią pokłosie emisji ze spalania paliw kopalnianych, z zakładów przemysłu chemicznego lub innych procesów, w których efekcie do atmosfery uwalnia się tlenki siarki i azotu. Z kolei zjawisko korozji erozyjnej może mieć miejsce w sytuacjach, gdy woda o odczynie kwasowym spływa z powierzchni dachowej niemiedzianej, a więc takiej, która nie zobojętnia cieczy kwasowej (na przykład wykonanej z płytek ceramicznych, płytek łupkowych, drewna czy asfaltu) na niewielką powierzchnię miedzianą. Korozja liniowa powstaje wówczas, gdy krawędź powierzchni dachowej wykonanej z materiału obojętnego, z której ścieka woda, opiera się bezpośrednio na powierzchni miedzianej. Rozwiązaniem tego typu problemów może okazać się podniesienie dolnej krawędzi gontów przy użyciu listwy kątowej lub zastosowanie listwy wzmacniającej pomiędzy gontami a powłoką miedzianą. Dzięki właściwie zaprojektowanemu spadkowi połaci dachowej oraz odpowiedniej obróbce dekarskiej, które skracają czas zalegania wody kwasowej na powierzchniach metalowych, można uniknąć większości problemów spowodowanych warunkami atmosferycznymi.
Mosiądz, będący stopem miedzi i cynku, odznacza się wysoką odpornością na korozję atmosferyczną, a także oddziaływanie zasad i kwasów organicznych. Niemniej jednak, w kontakcie z niektórymi rodzajami wody pitnej oraz z wodą morską, stopy na bazie mosiądzu o zawartości cynku na poziomie 20% i większej mogą być podatne na korozję.

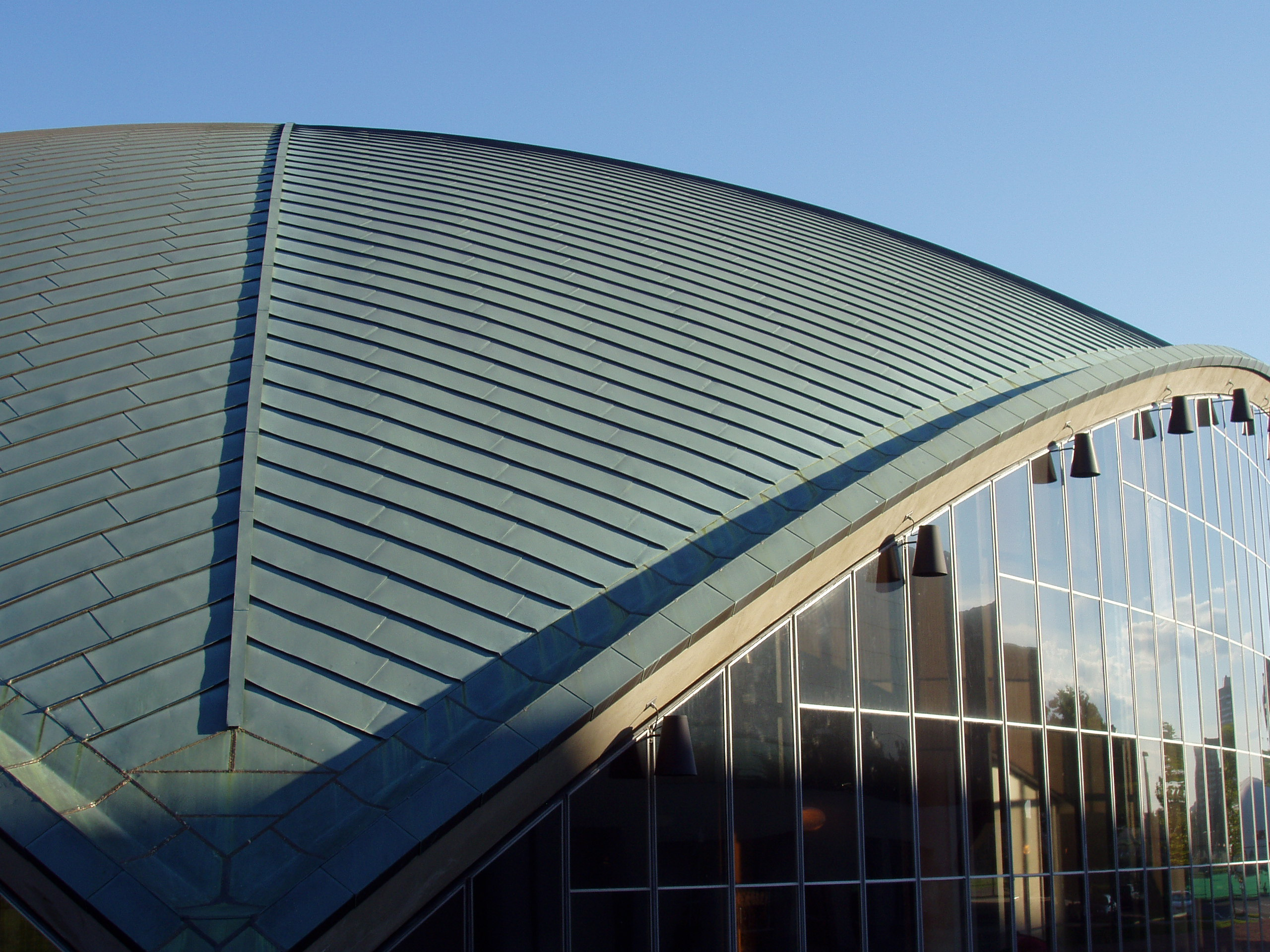
Fotografia detalu konstrukcji dachowej budynku Kresge Auditorium, Massachusetts Institute of Technology w Stanach Zjednoczonych

### Trwałość
Dachy wykonane z miedzi w większości przypadków charakteryzują się wyjątkową trwałością bez względu na warunki otoczenia. Ich skuteczna trwałość oceniana jest na ponad 700 lat głównie dzięki ochronnej warstwie patyny, która tworzy się na powierzchniach wykonanych z miedzi. Badania dachów miedzianych prowadzone w XVIII wieku w Europie wykazały, że ich trwałość wynosi w istocie ponad tysiąc lat.

### Redukcja ruchów cieplnych
Właściwie zaprojektowany dach miedziany może do minimum ograniczyć ruchy spowodowane zmianami cieplnymi. Niska rozszerzalność cieplna miedzi, o 40% niższa, niż cynku czy ołowiu, przyczynia się do ochrony przed pogarszaniem właściwości mechanicznych i pozwala unikać usterek. Z kolei wysoka temperatura topnienia miedzi jest gwarantem odporności na pełzanie lub rozciąganie, czego nie można powiedzieć o niektórych innych metalach.

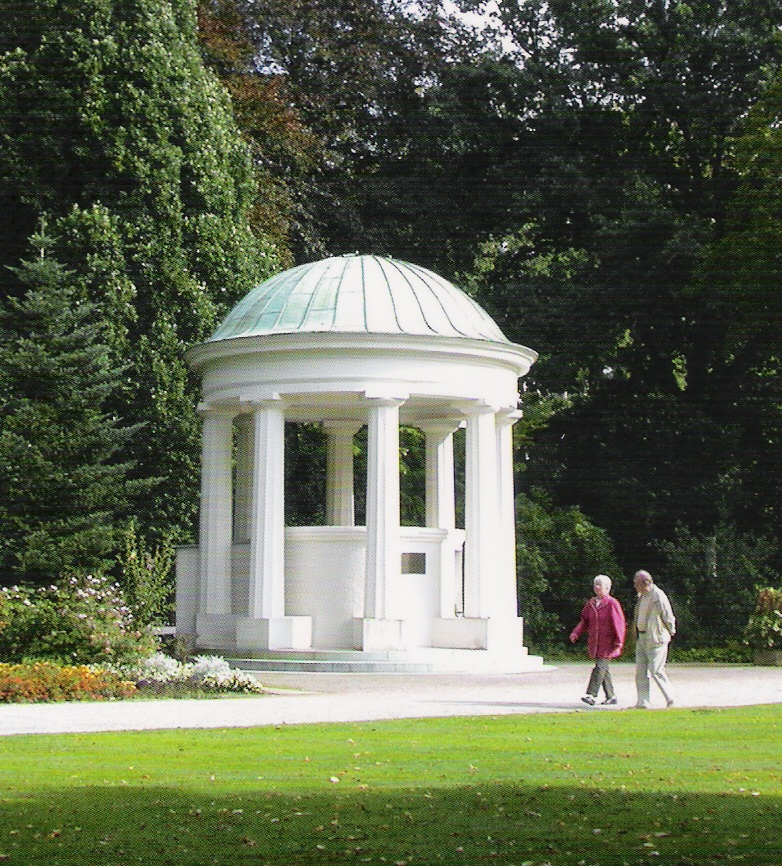

W przypadku dachów dwuspadowych niewielkich rozmiarów ruchy cieplne są na tyle nieznaczne, iż nie stanowią wymiernego problemu. Jednak w budowlach o rozpiętości przekraczającej 60 metrów, lub gdy stosowane są długie panele, konieczne może okazać się uwzględnienie poprawki na rozszerzalność cieplną. W ten sposób umożliwia się dachowi swobodne „falowanie” ponad jego konstrukcją wsporczą przy jednoczesnym zachowaniu bezpieczeństwa.

### Brak wymagań konserwacyjnych
Miedź zasadniczo nie wymaga czyszczenia czy innej konserwacji. Jest zatem materiałem szczególnie polecanym do stosowania w miejscach trudno dostępnych lub takich, do których dostęp po zakończeniu montażu jest niebezpieczny.

### Niewielki ciężar
W przypadku korzystania z miedzi jako materiału do pokryć dachowych z podparciem na całej powierzchni, daje ona możliwość uzyskania ciężaru o połowę mniejszego (z uwzględnieniem podłoża) w porównaniu z ołowiem i czterokrotnie mniejszego w porównaniu z dachami pokrytymi dachówkami ceramicznymi. Najogólniej rzecz ujmując, pociąga to za sobą wymierne oszczędności związane z konstrukcją wsporczą i zużyciem materiału. Miedziane pokrycia dachowe oferują także dodatkowe możliwości zmniejszenia ciężaru samej konstrukcji miedzianej.

### Wentylacja
Miedź nie wymaga stosowania skomplikowanych układów wentylacyjnych. Nadaje się do użycia zarówno w tzw. „gorących” konstrukcjach dachowych pozbawionych wentylacji, jak i „zimnych” konstrukcjach wentylowanych.

### Ekranowanie częstotliwości radiowych
Urządzenia elektroniczne wymagają ochrony przed wysokim napięciem. Rozwiązaniem dla tego problemu może okazać się ekranowanie częstotliwości radiowych (ang. RF), które pozwala na ograniczenie przewodnictwa pól elektrycznych czy magnetycznych z jednej przestrzeni do drugiej.
Miedź znakomicie sprawdza się jako materiał do ekranowania częstotliwości radiowych, ponieważ pochłania fale radiowe i magnetyczne. Miedź charakteryzuje się również wysoką przewodnością elektryczną, plastycznością, ciągliwością i łatwością w lutowaniu, które to cechy również okazują się wyjątkowo przydatne w kontekście ekranowania częstotliwości radiowych.
Obudowy ekranujące częstotliwości radiowe są stosowane do filtrowania odpowiednich zakresów w zależności od warunków, w których są eksploatowane, dlatego należycie zaprojektowane i wykonane miedziane obudowy ekranujące spełniają większość wymogów ekranowania częstotliwości radiowych typowych dla bardzo różnych urządzeń, od komputerów po rozdzielnie elektryczne, od szpitalnych pracowni tomograficznych po laboratoria obrazowania magnetyczno-rezonansowego. Szczególna uwaga należy się z kolei potencjalnym źródłom przenikania warstw osłonowych, takim jak drzwi, kratki wentylacyjne czy przewody.
Konkretna osłona może znakomicie chronić przed jednym rodzajem pola elektromagnetycznego, ale niekoniecznie przed innym. Dla przykładu, osłona typu RF wykonana z folii lub ekranu miedzianego nie sprawdzi się jako zabezpieczenie przed polami magnetycznymi o częstotliwości sieciowej. Z kolei osłona przed polem magnetycznym o częstotliwości sieciowej jest mało skuteczna w ograniczaniu oddziaływania pól o częstotliwości radiowej. To samo tyczy się różnych częstotliwości radiowych. Prosta osłona wykonana z siatki o dużych oczkach sprawdza się w kontekście zabezpieczania przez niskimi częstotliwościami, lecz nie chroni już przed mikrofalami.

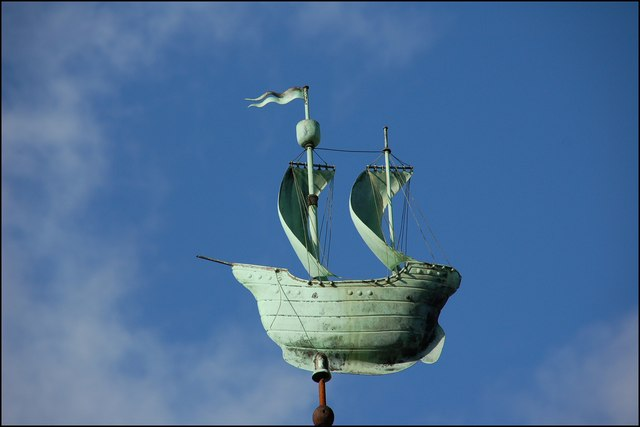
Miedziany kwiaton w formie galeonu

Blacha miedziana stosowana do celów ekranowania częstotliwości radiowych może być formowana w dowolne kształty o dowolnych rozmiarach. Skuteczność osłonie ekranującej zapewnia podłączenie przewodu uziemiającego.

### Ochrona odgromowa
Miedź i jej stopy są stosowane w instalacjach odgromowych. Miedź sama w sobie nie przyciąga piorunów, lecz skutecznie i szybko ułatwia przekazywanie energii pochodzącej z pioruna do ziemi dzięki swojej znakomitej przewodności elektrycznej i odporności na korozję, lecz jest także bardziej plastyczna w porównaniu do innych przewodników.
Wzajemne połączenie przewodami i należyte uziemienie okładziny dachowej, rynien i rur spustowych zapewnia bezpieczną linię elektryczną prowadzącą bezpośrednio do ziemi, charakteryzującą się niską opornością elektryczną.
Również pod względem wyglądu, przewody miedziane znakomicie nadają się do stosowania na zewnątrz budynków. Miedź podnosi walory estetyczne na etapie konstrukcyjnym, jako że kable prowadzone od piorunochronów instalowanych na dachach aż do uziemień w podłożu można z łatwością ukryć.
Z uwagi na wyższą przewodność elektryczną miedzi w porównaniu z aluminium, możliwe jest stosowanie miedzianych prętów odgromowych i przewodów o mniejszych średnicach. Przewody miedziane mogą być także osadzane w betonie lanym, także stosowane w podziemnych elementach wyposażenia.
Woda spływająca z powierzchni miedzianej powoduje powolne, lecz stopniowe uszkodzenia elementów aluminiowych. To samo dzieje się jednak w odwrotnym kierunku, dlatego należy dokładać szczególnych starań, by zapobiegać korozji galwanicznej instalacji odgromowych oraz elementów pokryć dachowych i opierzeń wykonanych z miedzi i aluminium.
Skuteczność instalacji odgromowych zapewnia wyłącznie prawidłowe uziemienie. Zazwyczaj efekt ten osiąga się poprzez wkopanie stalowych prętów w powłoce miedzianej o długości 3–12 m pionowo w głąb ziemi. W przypadku podłoża o niewielkiej przewodności elektrycznej, takiego jak piasek, należyte uziemienie zapewniają długie, wydrążone rury miedziane wypełnione solami metali, które są wypłukiwane przez otwory w rurze, podnosząc przewodność otaczającego je podłoża.
Gdy stosuje się panele miedziane o mniejszym przekroju łączone ze sobą wyrównawczo, lub gdy niektóre elementy instalacji uziemiającej są wykonane z materiałów o mniejszej przewodności, niezbędna może okazać się dodatkowa ochrona odgromowa. W przypadku, gdy w układzie uziemienia zastosowano miedź w połączeniu z innymi materiałami, należy ściśle przestrzegać zaleceń dotyczących ochrony antykorozyjnej.
Również miedziane dachy mogą być wykorzystywane jako elementy instalacji odgromowej pod warunkiem, że miedzianą okładzinę, rynny i rury spustowe można połączyć zarówno ze sobą, jak i wyrównawczo połączyć z końcowym układem uziemiającym. Grubość powłoki miedzianej, określona stosownie do użytych materiałów pokryć dachowych, zazwyczaj odpowiada stopniowi ochrony odgromowej. W przypadku wykorzystania miedzianego systemu okładziny dachowej, czasem zaleca się zastosowanie osobnego przewodu odgromowego, który zapewnia należytą ochronę przed skutkami wyładowań atmosferycznych. System taki obejmuje zwód oraz iglice instalowane na dachu, a także układ elektrod naziemnych oraz układ przewodów odprowadzających, łączących dach z komponentami naziemnymi. Zalecanym rozwiązaniem jest także stosowanie połączeń wyrównawczych pomiędzy miedzianą powierzchnią dachową a układem przewodów. Połączenia wyrównawcze zapewniają w możliwym do osiągnięcia stopniu zrównoważenie potencjału pomiędzy przewodami i dachem a także redukują przebicia i ewentualne uszkodzenia dachu.

### Szeroka gama wykończeń
W niektórych przypadkach dąży się do chemicznej modyfikacji powierzchni wykonanej z miedzi lub stopu miedzi, która służyć ma nadaniu jej odpowiedniej barwy. Najczęściej stosowanymi wariantami kolorystycznymi są odcienie brązu lub inne wykończenia rzeźbiarskie dla mosiądzu lub brązu, jak również zielone lub patynowane wykończenia dla czystej miedzi. Metody obróbki mechanicznej oraz barwienia chemicznego, a także poszczególne powłoki opisane zostały szczegółowo w punkcie zatytułowanym Warianty wykończenia.

### Ciągłość koncepcyjna
Architekci sięgają w swych projektach po miedź do zastosowań budowlanych z uwagi na oferowaną przezeń ciągłość koncepcyjną elementów projektu. Dla przykładu, kompletny miedziany system pokrycia dachowego może obejmować także miedziane opierzenia, elementy zabezpieczające przed warunkami atmosferycznymi, otwory wentylacyjne, rynny i rury spustowe. Z kolei stosowane detale osłonowe to między innymi gzymsy, listwy profilowe, kwiatony i rzeźby.

### Właściwości przeciwdrobnoustrojowe
Dzięki intensywnie prowadzonym badaniom naukowym dowiedziono, że niepokryta miedź i stopy miedzi (np. mosiądz, brąz, miedzionikiel, czy też stop miedzi, niklu i cynku) skutecznie zwalczają najbardziej nawet odporne bakterie, pleśnie i grzyby. W Stanach Zjednoczonych zarejestrowano ponad 300 różnych stopów miedzi (miedzi, brązów, mosiądzów, miedzioniklów i stopów niklu ze srebrem) jako materiały o cechach przeciwdrobnoustrojowych, dzięki czemu zaczęto stosować miedź i jej stopy w architekturze wnętrz. Aby móc zaspokajać potrzeby architektoniczne różnych powierzchni budynków, konstrukcji, armatury i innych elementów, artykuły produkowane na bazie miedzi przeciwdrobnoustrojowej oferowane są w szerokiej gamie kolorów, wersji wykończeniowych i właściwości mechanicznych. Miedziane poręcze, lady, elementy korytarzy, armatura drzwiowa, płytki przyciskowe, wyposażenie kuchenne czy łazienkowe to tylko niektóre spośród różnorodnych produktów wykonanych z miedzi przeciwdrobnoustrojowej zatwierdzonych do stosowania w szpitalach, biurach, szkołach na lotniskach czy koszarach wojskowych.

### Zrównoważenie
Mimo iż brakuje w istocie uniwersalnej i powszechnie stosowanej definicji pojęcia zrównoważonego rozwoju, Komisja Brundtland przy ONZ zdefiniowała zrównoważony rozwój jako rozwój, dzięki któremu spełniane są potrzeby bieżące, nie ograniczając jednocześnie potencjału przyszłych pokoleń do spełniania ich własnych potrzeb. Koncepcja zrównoważenia, rozumianego jako wypełnianie określonego zakresu odpowiedzialności w kontekście długoterminowym, wymaga pogodzenia ze sobą potrzeb środowiskowych, społecznych i gospodarczych. Te trzy filary zrównoważenia uwzględniają ideę odpowiedzialnego zarządzania wykorzystaniem posiadanych zasobów.
Miedź to materiał w pełni zgodny z koncepcją zrównoważenia. Jego trwałość jest gwarantem długiej przydatności eksploatacyjnej przy minimalnych potrzebach konserwacyjnych. Charakteryzuje się wysoką wydajnością elektryczną i cieplną, co ogranicza powstawanie strat energii elektrycznej. Z kolei dzięki jego właściwościom przeciwdrobnoustrojowym niszczy się groźne mikroorganizmy chorobotwórcze. Wysoka wartość odpadów miedzianych oraz możliwość ich niemal pełnego odzysku bez końca i bez jakiegokolwiek uszczerbku na właściwościach funkcjonalnych dodatkowo umożliwiają odpowiedzialne zarządzanie tym wartościowym surowcem.
Powszechnie dostępne są informacje pozyskiwane z analizy zbioru w cyklu życia (LCI) w odniesieniu np. do miedzianej rury, blachy czy przewodów, opracowywane z zastosowaniem norm ISO i uwzględniające zarówno aspekty wydobycia, jak i produkcji miedzi (tj. topienia i oczyszczania). Wykorzystywane do celów analizy cyklu życia (LCA), zwłaszcza w przemyśle budowlanym, arkusze danych LCI służą wsparciem producentom produktów zawierających miedź w zakresie zachowywania zgodności z obowiązującymi normami oraz w podejmowaniu dobrowolnych działań na rzecz doskonalenia technologicznego. Korzystają z nich również politycy odpowiedzialni za opracowywanie wytycznych i regulacji środowiskowych promujących koncepcję zrównoważonego rozwoju.
Dla przykładu, wyjątkowa trwałość pokryć dachowych wykonanych z miedzi ma pozytywny wpływ na wyniki kompleksowej analizy cyklu życia miedzi w porównaniu z innymi materiałami pod względem związanego z jej stosowaniem zużycia energii (tzn. całkowitej ilości energii zużytej na przestrzeni każdej fazy każdego cyklu życia wyrażonej w MJ/m²), emisji dwutlenku węgla czy wreszcie kosztu.
|                                   | Miedź | Stal nierdzewna | Aluminum |
| --------------------------------- | ----- | --------------- | -------- |
| Standardowa grubość [mm]          | 0,6   | 0,4             | 0,7      |
| Trwałość [lata]                   | 200   | 100             | 100      |
| Całkowite zużycie energii [MJ/m²] | 103,3 | 157,2           | 115,4    |
| Emisja równoważnika CO2 [kg/m²]   | 6,6   | 10,9            | 7,5      |

### Zdolność do recyklingu

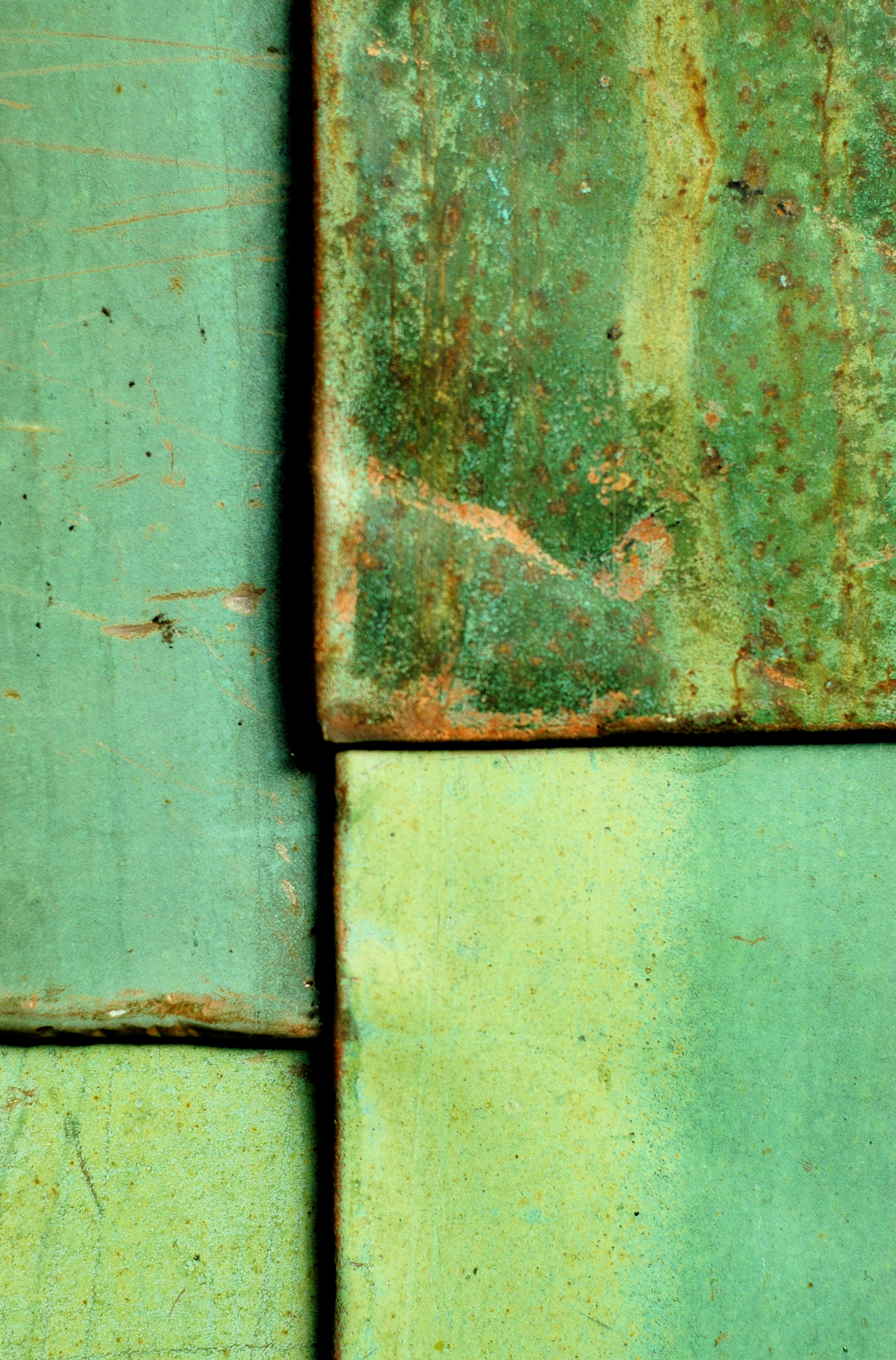
Miedziane panele na ścianie Kanadyjskiego Muzeum Wojny zostały odzyskane ze starego dachu gmachu Parlamentu w Ottawie

Zdolność do recyklingu to jedna z najważniejszych cech materiału zgodnego z koncepcją zrównoważenia. Dzięki niej ogranicza się konieczność wydobywania nowych zasobów naturalnych oraz zużywa znacznie mniej energii w porównaniu z procesem wydobycia. Miedź i jej stopy dosłownie w 100% nadają się do recyklingu, który z kolei można powtarzać w nieskończoność bez jakiejkolwiek utraty jakości materiału (co oznacza, że miedź nie ulega degradacji, na przykład w procesie downcyklingu, jak w przypadku większości materiałów niemetalowych, o ile w ogóle można je poddawać recyklingowi). Miedź przez cały czas zachowuje większość swoich oryginalnych właściwości metalicznych, a zatem złom miedziany dobrej jakości standardowo posiada wartość na poziomie co najmniej 95% metalu pozyskanego z nowo wydobytej rudy. W przypadku materiałów konkurencyjnych względem miedzi wartość złomu waha się w granicach od 60% do 0%. Dodatkowo recykling miedzi wymaga zużycia ledwie ok. 20% energii potrzebnej do wydobycia i przetworzenia metalu rodzimego.
Aktualnie około 40% europejskiego zapotrzebowania rocznego na miedź i około 55% zapotrzebowania na miedź do zastosowań architektonicznych zaspokaja się ze źródeł odzyskiwanych. Nowy zwój drutu miedzianego zazwyczaj zawiera od 75 do 100% surowca pozyskanego z recyklingu.
Do roku 1985 recyklingowi podano więcej miedzi, niż w sumie zużyto w roku 1950, czego przyczyn upatrywać można we względnej łatwości ponownego wykorzystania przetworzonych odpadów miedzianych oraz samego pozyskiwania złomu miedzianego po zakończeniu okresu eksploatacyjnego określonych wyrobów.

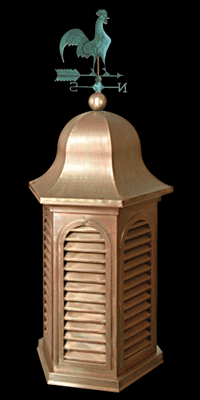
Sześciokątna kopuła z miedzianym kwiatonem oraz miedzianym wiatrowskazem w kształcie koguta na szczycie

### Opłacalność
Opłacalność materiałów i surowców budowlanych podyktowana jest określonymi czynnikami, takimi jak wydajność, zakres konserwacji, trwałość i oszczędności związane z recyklingiem. Mimo iż początkowe koszty związane ze stosowaniem miedzi są wyższe, niż niektórych innych materiałów architektonicznych, elementy z niej wykonane zazwyczaj nie wymagają wymiany na przestrzeni całego okresu eksploatacyjnego danego obiektu. Ze względu na swoją wyjątkowa trwałość, niskie wymagania konserwacyjne i najwyższą z możliwych wartość rezydualną, dodatkowe koszty związane ze stosowaniem miedzi w kontekście całego okresu użytkowania np. systemu pokrycia dachowego mogą być nieporównywalnie niskie.
Miedziane pokrycia dachowe są znacznie tańsze niż systemy wykonane z ołowiu, płytek łupkowych czy ręcznie formowanych płytek glinianych. Koszty montażu tego typu systemu są porównywalne z materiałami takimi jak cynk, stal nierdzewna, aluminium, a nawet niektóre płyty gliniane czy betonowe, jeżeli wziąć pod uwagę całkowite koszty pokrycia dachu (z uwzględnieniem konstrukcji).
Niektóre badania naukowe dowodzą, że miedź jest materiałem bardziej opłacalnym w perspektywie całego okresu przydatności eksploatacyjnej, niż pozostałe materiały stosowane w pokryciach dachowych, których cykl życia sięga 30 lat i więcej. Europejskie badania, których celem było porównanie kosztów wykonania miedzianego pokrycia dachowego z kosztami systemów wykonanych z innych metali, a także płytek betonowych czy glinianych, płytek łupkowych oraz bitumu, dowiodły, że w perspektywie średnio- i długoterminowej (czyli dla cyklów życia wynoszących 60-80 i ponad 100 lat), najbardziej opłacalnymi opcjami dla pokryć dachowych spośród wszystkich badanych materiałów były miedź i stal nierdzewna.
Techniki produkcyjne i montażowe, takie jak prefabrykacja, formowanie mechaniczne na miejscu, rąbkowanie maszynowe czy systemy długich listew pozwalają ograniczać koszty montażu miedzianych pokryć dachowych. Obniżając koszty montażu, wspomniane techniki pozwalają projektantom korzystać z miedzi w szerszym, niż dotychczas zakresie, w budynkach różnego typu, a więc nie tylko w ramach największych, prestiżowych projektów, jak miało to miejsce dotychczas.
Biorąc pod uwagę fakt, iż złom miedziany zachowuje większość oryginalnej wartości surowca, koszty cyklu życia miedzi są znacznie niższe, jeśli uwzględnić jej wartość rezydualną. Więcej informacji na ten temat zamieszczono w punkcie pt. „Możliwość recyklingu” niniejszego artykułu.

## Czysta miedź a stopy miedzi
Czysta miedź. W przeciwieństwie do innych materiałów miedź jest często wykorzystywana w czystej, niestopowej formie (tj. zawierającej 99,9% miedzi pierwiastkowej) do produkcji blach i taśm stosowanych w pokryciach dachowych, okładzinach elewacyjnych czy opierzeniach.
Odpuszczanie to proces obróbki cieplnej stosowany w celu podniesienia twardości metali. Uzyskana w ten sposób barwa nalotowa określa plastyczność danego metalu, a więc stopień, w jakim będzie on podatny na formowanie i zachowywał będzie nadany mu kształt bez dodatkowego wzmocnienia. W Stanach Zjednoczonych miedź dostępna jest w sześciu wariantach w zależności od rezultatów procesu odpuszczania: miękka 060, walcowana na zimno i twarda (1/8), walcowana na zimno o wysokiej granicy plastyczności (1/4), półtwarda, twarda w trzech czwartych i twarda. Z kolei w Wielkiej Brytanii stosuje się tylko trzy oznaczenia: miękka, półtwarda i twarda. Parametry miedzi i jej stopów są określane w odpowiednich normach branżowych, i tak w USA standardowe oznaczenia miedzi i stopów miedzi uzależnione są od treści normy ASTM, zaś w Europie jej parametry zdefiniowane zostały w normie BS EN 1172: 1997, „Miedź i stopy miedzi stosowane w Europie”, podczas gdy w Wielkiej Brytanii obowiązuje brytyjski kodeks praktyk British Standard Code of Practice, CP143: Część 12. 1970.
W amerykańskim sektorze budowlanym zdecydowanie najpopularniejsza jest miedź zimnowalcowana, jako że jest to wersja o niższej ciągliwości niż miedź miękka, lecz jednocześnie o zdecydowanie wyższej wytrzymałości mechanicznej. Miedź zimnowalcowana twarda w 1/8 jest z kolei najczęściej zalecana do stosowania w systemach pokryć dachowych i opierzeń. Blachy dachowe o wyższych parametrach mogą być również zalecane do innych zastosowań.
Miedź miękka jest niezwykle ciągliwa i zapewnia znacznie mniejszą odporność na naprężenia wywoływane zjawiskami rozszerzalności i kurczenia niż miedź zimnowalcowana. Znajduje swoje zastosowanie w skomplikowanych elementach dekoracyjnych, gdy wymagane jest niezwykle precyzyjne formowanie, na przykład przy wykonywaniu obróbki dekarskiej na przestrzał.
Miedź o wysokiej granicy plastyczności jest głównie wykorzystywana w produkcji elementów do obróbki dekarskiej, gdy bardzo istotne są zarówno ciągliwość, jak i wytrzymałość materiału.
Grubość blachy czy taśmy miedzianej podaje się, mierząc jej masę w uncjach na stopę kwadratową. Blachy popularnie stosowane w Stanach Zjednoczonych mają grubość od 12 do 48 uncji. Lecz skoro w branży budowlanej często korzysta się z oznaczeń liczbowych grubości blachy czy też faktycznej wartości jej grubości, konieczne jest stosowanie przeliczników pomiędzy poszczególnymi systemami.
W Europie miedź odtleniona fosforem bez dodatku arsenu opatrzona jest oznaczeniem C106. Blachę miedzianą walcuje się do grubości od 0,5 do 1,0 mm (1,5-3,0 mm dla ścian kurtynowych), lecz w zastosowaniach dachowych najczęściej stosuje się blachę o grubości 0,6-0,7 mm.
Miedź stopowa. Również stopy miedzi, takie jak mosiądz czy brąz, są wykorzystywane do celów konstrukcyjnych w budownictwie mieszkaniowym czy komercyjnym. Fakt, iż różnią się one pomiędzy sobą barwami, wynika głównie ze składu chemicznego danego stopu.
Poniżej zamieszczono informacje na temat części najbardziej popularnych stopów miedzi wraz z ich oznaczeniami według Ujednoliconego Systemu Numeracji (UNS) opracowanego przez ASTM i SAE:
| Stop miedzi     | Popularna nazwa       | Skład                                                   | Naturalna barwa        | Barwa po zestarzeniu                                        |
| --------------- | --------------------- | ------------------------------------------------------- | ---------------------- | ----------------------------------------------------------- |
| C11000 / C12500 | Miedź                 | 99,90% miedzi                                           | Czerwień łososiowa     | Patyna od czerwonawobrązowej do szarozielonej               |
| C12200          | Miedź                 | 99,90% miedzi; 0,02% fosforu                            | Czerwień łososiowa     | Patyna od czerwonawobrązowej do szarozielonej               |
| C22000          | Brąz handlowy         | 90% miedzi; 10% cynku                                   | Czerwone złoto         | Patyna od brązowej do szarozielonej w przeciągu sześciu lat |
| C23000          | Mosiądz czerwony      | 85% miedzi; 15% cynku                                   | Czerwonawo-żółta       | Patyna od czekoladowo-brązowej do szarozielonej             |
| C26000          | Mosiądz łuskowy       | 70% miedzi; 30% cynku                                   | Żółta                  | Żółtawa, szarozielona                                       |
| C28000          | Metal Muntza          | 60% miedzi; 40% cynku                                   | Czerwonawo-żółta       | Od czerwonobrązowej do szarobrązowej                        |
| C38500          | Brąz budowlany        | 57% miedzi; 3% ołowiu; 40% cynku                        | Czerwonawo-żółta       | Od rudobrunatnej do ciemnobrązowej                          |
| C65500          | Brąz krzemowy         | 97% miedzi; 3% krzemu                                   | Czerwonawe stare złoto | Od rudobrunatnej do delikatnie nakrapianej szarobrązowej    |
| C74500          | Nowe srebro           | 65% miedzi; 25% cynku; 10% niklu                        | Ciepła srebrna         | Od szarobrązowej do delikatnie nakrapianej szarozielonej    |
| C79600          | Nowe srebro z ołowiem | 45% miedzi; 42% cynku; 10% niklu; 2% manganu; 1% ołowiu | Ciepła srebrna         | Od szarobrązowej do delikatnie nakrapianej szarozielonej    |

Barwy miedzi i poszczególnych stopów miedzi stosowanych w budownictwie.

W praktyce terminem „brąz” określa się wiele różnych stopów miedzi od zawierających śladowe ilości cyny do całkowicie pozbawionych cyny, pod warunkiem że ich barwa przypomina autentyczny brąz.
W przywołanych materiałach źródłowych dostępne są dalsze informacje na temat stopów miedzi do zastosowań architektonicznych.

## Kryteria doboru
Kryteria doboru, według których odbywa się selekcja miedzi i stopów miedzi do zastosowań architektonicznych, obejmują barwę, wytrzymałość mechaniczną, twardość, wytrzymałość zmęczeniową, odporność na korozję, przewodność elektryczną i cieplną czy wreszcie łatwość obróbki produkcyjnej. W zależności od zakładanego zastosowania, parametry takie jak grubość czy stopień twardości są absolutnie kluczowe, jako że stosowanie rozwiązań zamiennych może prowadzić do uzyskania niewystarczającej wydajności.
Miedź jest w architekturze zazwyczaj stosowana w formie blach i taśm. Taśmy mają szerokość 24 cali i mniejszą, podczas gdy szerokość blach waha się od 24 do 48 cali, zaś długość – od 96 do 120 cali, a występują również w zwojach. Blachy miedziane powlekane ołowiem występują standardowo w wymiarach 24, 30 i 36 cali szerokości na 96 lub 120 cali długości.

## Aspekty konstrukcyjne
Aspekty konstrukcyjne odgrywają kluczową rolę na etapie planowania zastosowania miedzi. Najważniejszą kwestią, jaką należy wziąć pod uwagę, są zjawiska cieplne, czyli ruchy i naprężenia wynikające z wahań temperatury. Negatywnych skutków zjawisk termicznych można unikać poprzez zapobieganie ruchom cieplnym i kompensowanie całkowitych naprężeń, umożliwiając konstrukcji wykonywanie zaplanowanych ruchów w wyznaczonych zakresach, a tym samym uwalniając zakładane naprężenia termiczne.

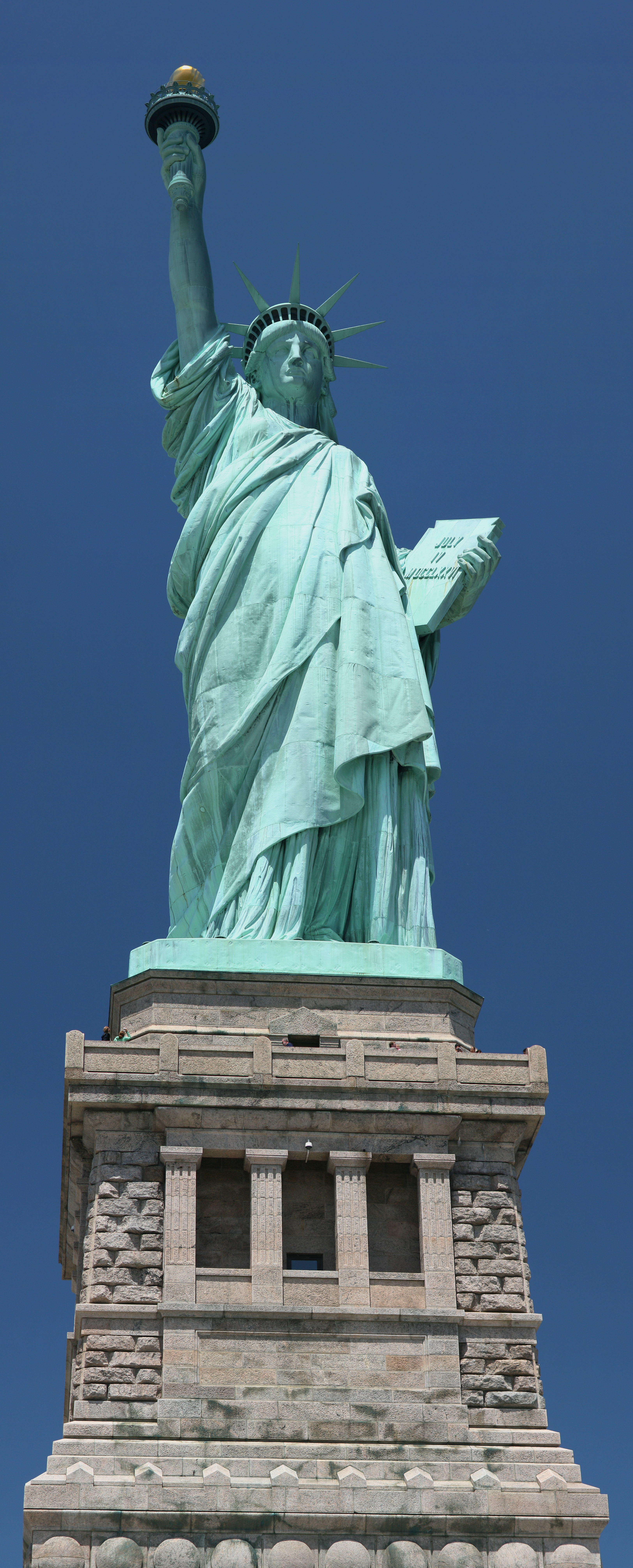
Na wykonanie zewnętrznej powłoki Statui Wolności w Nowym Jorku zużyto 80 ton miedzi

Jednym z najistotniejszych czynników konstrukcyjnych jest w tym kontekście opór aerodynamiczny. Organizacja Underwriters Laboratories (UL) przeprowadziła serię testów na systemach dachowych wykonanych z miedzi. Pokrycie dachowe na rąbek stojący wykonane z miedzi wraz z panelami próbnymi o wymiarach 10 × 10 stóp poddano działaniu parcia od dołu według UL 580 (zgodnie z protokołem próby odporności na parcie od dołu). Miedziane poszycie nie wykazywało oznak nadmiernego odkształcenia, łączniki nie zostały poluzowane czy oderwane od podkładu konstrukcyjnego, w związku z czym system ten został uznany za zgodny z wymaganiami UL 580. Nadano mu oznaczenie UL-90.

## Techniki łączenia
Miedź i stopy miedzi można bez większych trudności łączyć przy zastosowaniu technik mechanicznych, takich jak obciskanie, spęczanie końców, nitowanie czy śrubowanie, lub technik spajania, takich jak lutowanie, lutowanie twarde czy zgrzewanie. Wybór techniki łączenia zależy od wymagań eksploatacyjnych, konfiguracji połączeń, grubości komponentów i składu chemicznego użytego stopu.
Lutowanie stanowi naturalny wybór w przypadkach, gdy wymagane są wytrzymałe, wodoszczelne połączenia, na przykład w montażu rynien wewnętrznych i pokryć dachowych lub przy obróbkach dekarskich. Lutowane spoiny pozwalają łączyć ze sobą dwa elementy miedziane, tworząc spójną konstrukcję, która rozszerza się i skraca jako całość. Należycie zalutowane połączenia są często mocniejsze niż oryginalny materiał bazowy, gwarantując wytrzymałość złącza na długie lata.
Mechaniczne elementy złączne, takie jak wkręty, śruby czy nity, są standardowo wykorzystywane do wzmacniania spoin i szwów. Unika się wykonywania bardzo długich, ciągłych szwów lutowanych, jako że są one podatne na pęknięcia na skutek naprężeń. Do łączenia elementów wykonanych z miedzi niepowlekanej używa się typowego lutu cynowo-ołowiowego w proporcjach 50-50, natomiast miedź powlekaną ołowiem lutuje się przy zastosowaniu stopu cyny i ołowiu w proporcjach 60-40. W użyciu znajduje się także wiele stopów lutowniczych pozbawionych ołowiu.
W niektórych przypadkach dopuszcza się stosowanie spoiw. Względnie cienkie blachy miedziane można łączyć na spoiwo ze sklejką lub niektórymi typami pianki pełniącej funkcję sztywnej izolacji.
Lutowanie twarde jest metodą stosowaną najczęściej do łączenia rur wykonanych z miedzi stopowej. Tak samo łączy się również kształtowniki miedziane ze spoiwami nieżelaznymi o temperaturze topnienia powyżej 800 °F, lecz poniżej temperatury topnienia metalu bezowego. W takich wypadkach zaleca się stosowanie połączeń zaślepianych lub zakrytych, z uwagi na niedopasowanie barwy spoiwa, które zazwyczaj jest bladosrebrne.
Zgrzewanie to proces, w którego ramach elementy miedziane są ze sobą skutecznie stapiane za pomocą płomienia, łuku elektrycznego lub wysokiego ciśnienia. Dzięki coraz szerszemu zastosowaniu urządzeń do spawania metodą TIG (elektrodą wolframową w osłonie gazu obojętnego), nawet najdrobniejsze elementy dekoracyjne wykonane z miedzi mogą już być skutecznie zgrzewane.
Użytkownicy mają już powszechnie do dyspozycji instruktażowe materiały wideo objaśniające techniki pokrywania topnikiem i lutowania, wykonywania płaskich szwów lutowanych, spoin na podwójny rąbek stojący i na zakład, lutowania pionowych blach miedzianych ze spoiną na zakład czy wykonywania ściegów (w tym ściegów motylkowych), a także cynowania, gięcia, rozszerzania i lutowania twardego.

## Szczeliwa
W przypadkach, gdy nie jest wymagane uzyskanie wyjątkowej wytrzymałości mechanicznej połączenia, alternatywnym względem lutu rozwiązaniem jest zastosowanie szczeliwa. W większości przypadków szczeliwa są zbędne pod warunkiem, że instalacja miedziana została należycie zaprojektowana. Mogą być one zatem stosowane w najlepszym wypadku na krótki termin i wymagają częstych zabiegów konserwacyjnych. Bez względu na to połączenia wypełniane szczeliwami są od dawna z powodzeniem stosowane jako drugorzędne zabezpieczenia wodoszczelne w konstrukcjach na rąbek stojący oraz z łatą, w sytuacjach, gdy spadek dachu wynosi mniej niż 3 cale na stopę. Szczeliwa można stosować także w połączeniach, których główną funkcją jest kompensacja ruchów na skutek zjawisk termicznych zachodzących w miedzi.
Wykorzystywane szczeliwa powinny być poddawane badaniom fabrycznym, a ich zastosowanie uzależnione od danego przeznaczenia miedzi.
Szczeliwa na bazie butylu, wielosiarczku, poliuretanu czy związków nieorganicznych, a także szczeliwa kauczukowe zasadniczo dobrze wiążą się z miedzią. Z kolei użycie szczeliwa akrylowego, neoprenowego czy nitrylowego może powodować korozję miedzi. W połączeniach z miedzią z powodzeniem stosuje się szczeliwa silikonowe, jednak ich stosowność należy zawsze zweryfikować przed nałożeniem.

## Korozja galwaniczna

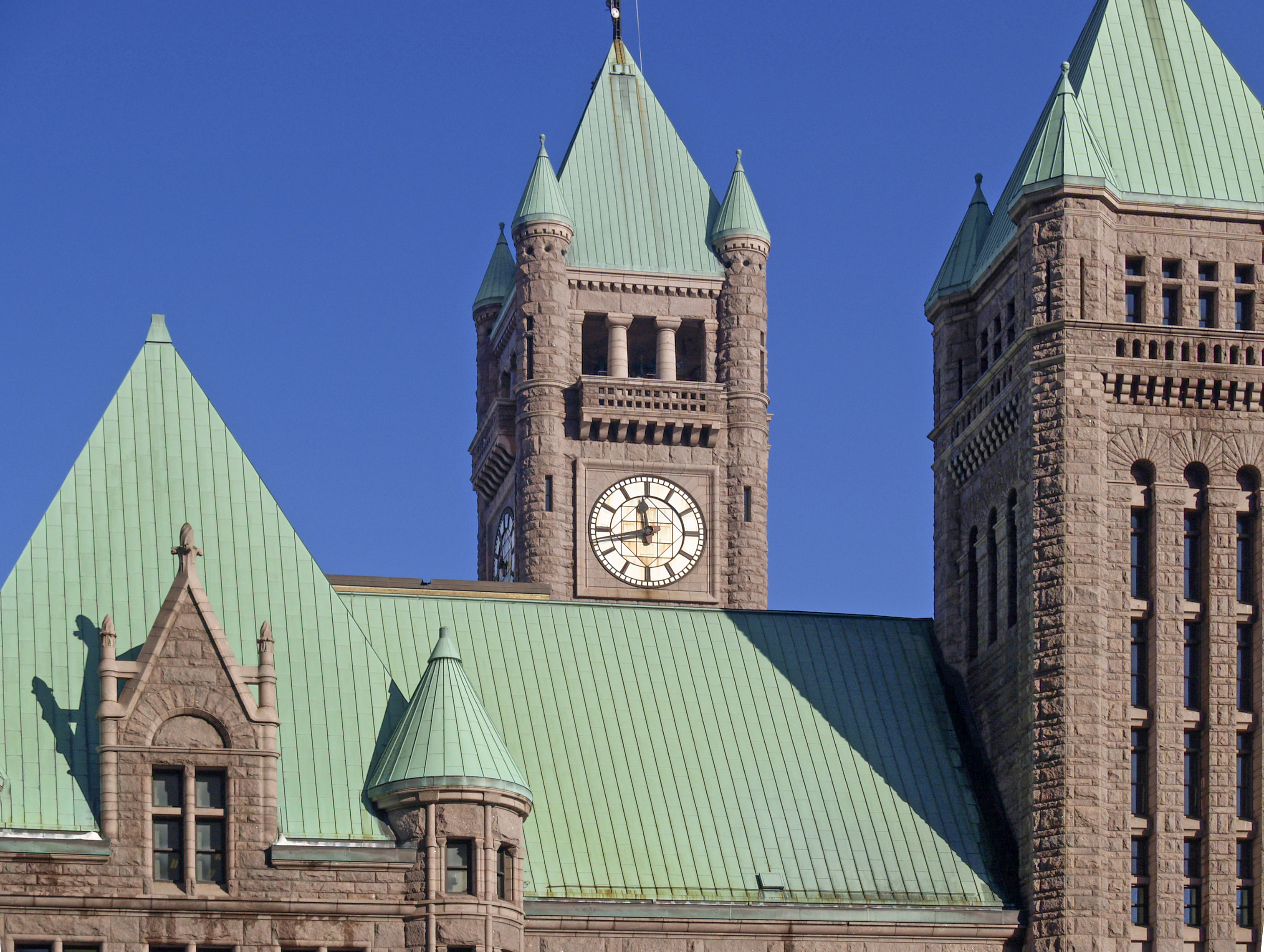
Miedziany dach gmachu ratusza w Minneapolis

Korozja galwaniczna jest procesem elektrochemicznym, podczas którego jeden metal powoduje korozję drugiego w sytuacji, gdy pomiędzy nimi zachodzi styczność elektryczna i obecny jest elektrolit, np. w postaci wilgoci czy soli. Dzieje się tak dlatego, że odmienne metale charakteryzują się różnymi potencjałami elektrody. Różnica potencjałów pomiędzy odmiennymi metalami jest czynnikiem przyspieszającym atak na metal o niższym potencjale elektrochemicznym (tj. anodę). Z czasem metal anodowy ulega rozpuszczeniu w elektrolicie.
Metale są klasyfikowane ze względu na charakteryzujący je szereg elektrochemiczny, który stanowi miarę ich szlachetności. Szereg ten determinuje odporność dowolnego metalu na korozję w przypadku, gdy wchodzi on w kontakt z innym metalem. Im większa różnica w wartościach potencjałów elektrochemicznych dwóch stykających się ze sobą metali, tym bardziej prawdopodobne jest zjawisko korozji. Zatem szereg elektrochemiczny najpopularniejszych metali stosowanych w branży budowlanej prezentuje się następująco: 1. aluminium; 2. cynk; 3. stal; 4. żelazo; 5. stal nierdzewna – aktywna; 6. cyna; 7. ołów; 8. miedź; 9. stal nierdzewna – pasywna.
Korozja galwaniczna jawi się jako najpoważniejszy problem związany z konserwacją pokryć dachowych. W środowiskach nadmorskich zjawisko to dodatkowo zyskuje na sile z uwagi na wysokie stężenie soli w powietrzu i wodzie.
Miedź zalicza się do najszlachetniejszych metali. Nie ulega uszkodzeniu w kontakcie z innymi metalami, lecz w przypadku kontaktu bezpośredniego sama powoduje korozję niektórych z nich. Metalami, które pod względem kontaktu z miedzią wymagają największej uwagi, są aluminium, stal o małym przekroju i cynk. Opierzenia aluminiowe i stalowe, a także elementy złączne wykonane ze stali ocynkowanej nie nadają się do stosowania wraz z miedzią. Spływ wody z powierzchni miedzianego dachu może powodować korozję rynien wykonanych z aluminium czy stali. Natomiast w większości standardowych przypadków nie jest konieczne izolowanie miedzi od ołowiu, cyny czy wielu gatunków stali nierdzewnej.
W sytuacji, gdy nie da się uniknąć szkodliwego styku materiałów, wymagana jest skuteczna metoda ich odseparowania. Zdecydowawszy się na lakiery lub powłoki izolacyjne, należy pamiętać, by były one zgodne pod względem chemicznym z obydwoma metalami. Na łączeniach pomiędzy miedzią i aluminium można zatem stosować podkłady na bazie bitumu lub chromianu cynku. Podkłady na bazie bitumu, chromianu cynku lub ołowiu mogą okazać się skuteczne także w kontekście izolowania miedzi od żelaza i innych metali żelaznych. Stosowanie taśm lub uszczelnień wykonanych z materiałów lub uszczelniaczy nieabsorpcyjnych zdaje egzamin w przypadku izolowania miedzi od wszystkich pozostałych metali. W miejscach szczególnie narażonych stosuje się uszczelnienia ołowiowe i podobne, z wyjątkiem łączeń pomiędzy miedzią i aluminium. Należy koniecznie unikać sączenia się wody z powierzchni miedzianych na elementy wykonane z aluminium i stali ocynkowanej, jako że powstające w ten sposób ślady soli miedzi mogą przyspieszać korozję. W niektórych przypadkach grubsze blachy aluminiowe, na przykład aluminiowe słupki dzielące w systemach okiennych, można chronić poprzez anodyzowanie.

## Naturalne patyny
Miedź ulega procesowi naturalnego utleniania, w którego efekcie na metalu powstaje chroniąca jego powierzchnię patyna. Powierzchnia metalowa przechodzi w konsekwencji serię zmian kolorystycznych: począwszy od opalizujących lub łososiowych różów po pomarańcze i czerwienie urozmaicone żółciami, błękitami, zieleniami i fioletami. W miarę pogrubiania się warstewki tlenkowej, barwy te zastępowane są przez rudobrunatne i czekoladowe brązy, matowe, niebieskawe szarości lub odcienie czerni, by wreszcie osiągnąć barwę jasnozieloną lub niebieskozieloną.

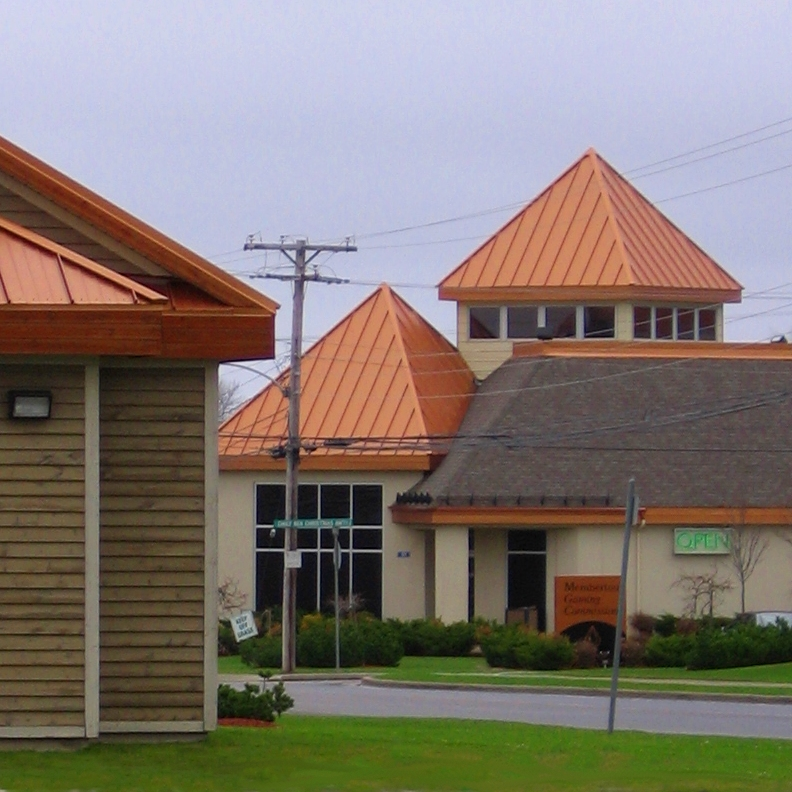
Miedziane dachy w dzielnicy handlowej Sydney w Australii

Patynacja miedzi jest procesem złożonym. Zaczyna się bezpośrednio od poddania materiału oddziaływaniu czynników środowiskowych, kiedy to tworzą się początkowe cienkie warstwy przejściowe tlenków miedzi, dostrzegalne dopiero po pół roku. Początkowo proces starzenia się miedzi pod wpływem czynników atmosferycznych może przebiegać nierównomiernie, lecz ostatecznie, po około dziewięciu miesiącach, warstewka staje się jednolita. Na przełomie pierwszych kilku lat, warstewki przejściowe siarczku miedzi(I) i miedzi(II) ciemnieją, osiągając barwę brązową, a następnie matową niebieskoszarą lub czarną. Na skutek dalszego starzenia się metalu pod wpływem czynników atmosferycznych, siarczki przekształcają się w siarczany tworzące wyraźnie niebieskozieloną lub szarozieloną patynę.

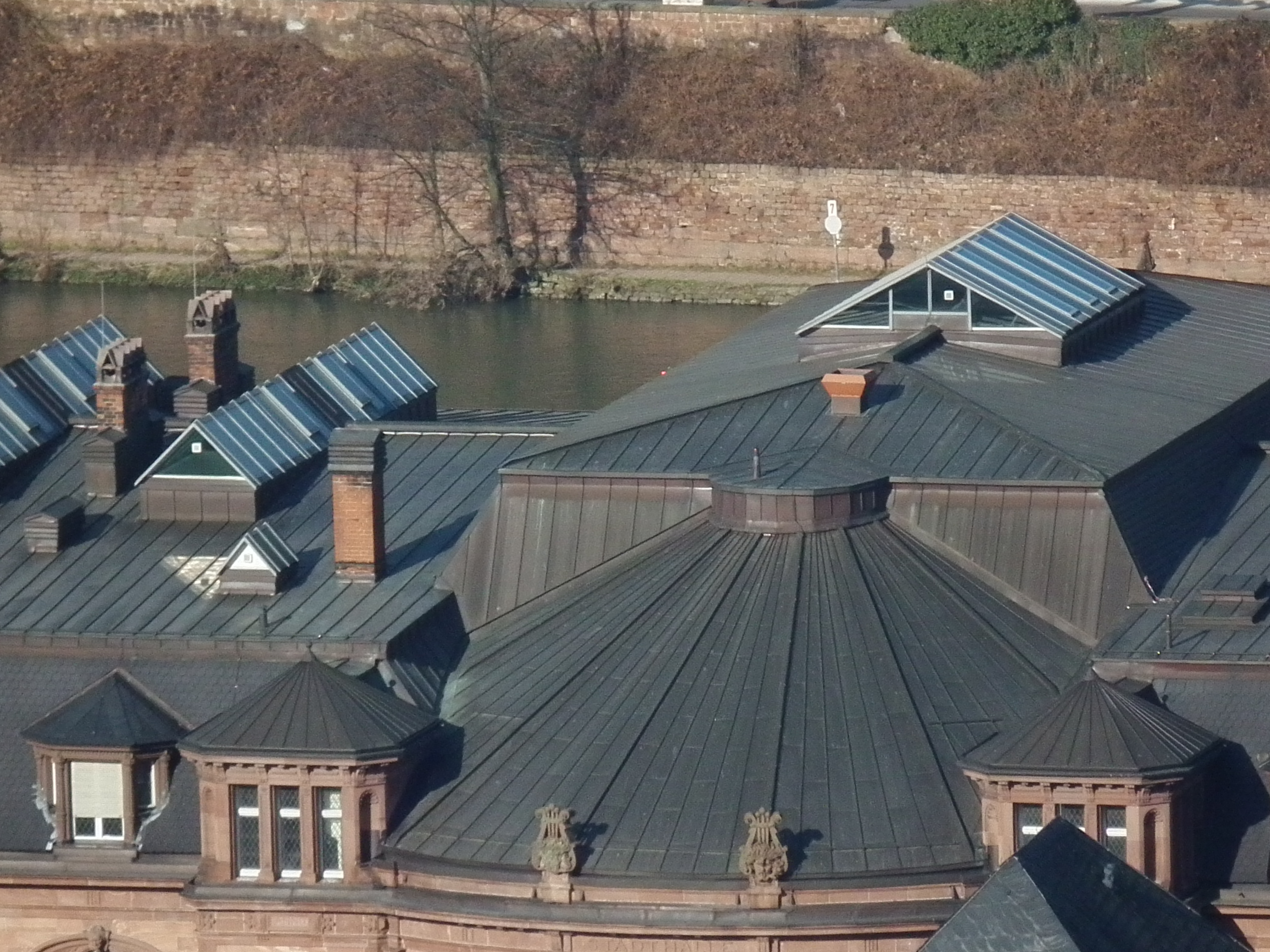
Miedziane dachy domów w regionie Badenii-Wirtembergii w Niemczech

Tempo procesu patynacji zależy od stopnia, w jakim na miedź oddziałują sole oraz związki o odczynie kwaśnym, takie jak zanieczyszczenia tworzące kwasy. Na terenach nadmorskich kompletny proces patynacji miedzi trwa od siedmiu do dziewięciu lat. Z kolei w regionach uprzemysłowionych patynacja osiąga swój etap końcowy po piętnastu, a nawet dwudziestu pięciu latach. W atmosferze niezanieczyszczonej i charakteryzującej się niskimi stężeniami dwutlenku siarki w powietrzu, typowej dla terenów wiejskich, osiągnięcie końcowej fazy patynacji może potrwać od dziesięciu do nawet trzydziestu lat. W klimacie suchym z kolei patyna może nie powstać w ogóle, jeżeli niewystarczająco silne jest oddziaływanie wilgoci na metal. W takich przypadkach, gdy patyna nie pojawia się na powierzchni miedzi z uwagi na suchość atmosfery, metal z wiekiem może zyskać barwę hebanową lub orzechową. We wszystkich środowiskach, z wyjątkiem klimatu nadmorskiego, proces formowania się patyny postępuje wolniej na powierzchniach pionowych z uwagi na szybszy spływ wody.
Patyny powstające na powierzchni miedzi są bardzo cienkie, ich grubość waha się pomiędzy 0,05 a 0,08 milimetra. Bardzo silnie przylegają one do miedzianego podłoża. Początkowe i przejściowe warstewki patyny tlenkowej i siarczkowej nie są szczególnie odporne na korozję, jednak finalna patyna siarczanowa jest warstwą wyjątkowo trwałą, którą cechuje wysoka odporność na wszelkie formy korozji atmosferycznej, a zatem chroni ona podłoże metalowe przed dalszym postępem starzenia się na skutek czynników pogodowych. W miarę postępu patynacji, a co za tym idzie formowania się trwałej warstwy siarczanowej, tempo korozji spada, wahając się pomiędzy 0,0001 a 0,0003 mm na rok. Oznacza to, że przykładowa blacha miedziana o grubości 0,6 mm ulega korozji w stopniu odpowiadającym niespełna 5% jej grubości przez okres 100 lat. W podanych tutaj materiałach źródłowych znaleźć można więcej informacji na temat procesu patynacji miedzi.

## Warianty wykończenia
Miedź i jej stopy poddawane są różnorodnym zabiegom wykończeniowym, dzięki którym zyskują określony wygląd, charakter lub barwę. Wśród stosowanych wariantów wykończenia można wyróżnić mechaniczną obróbkę powierzchniową, barwienie chemiczne i nakładanie powłok. Wszystkie zostały scharakteryzowane poniżej.
Techniki mechanicznej obróbki powierzchni. Powszechnie stosuje się kilka odmiennych technik mechanicznej obróbki powierzchni. Wykończenia frezowane powstają w następstwie standardowych procesów produkcyjnych, takich jak walcowanie, wytłaczanie czy odlewanie. Dzięki zastosowaniu polerki powierzchnie zyskują lustrzany połysk po zakończeniu szlifowania, polerowania czy obróbki tarczą polerską. Tekstury kierunkowe to wariant wykończenia zapewniający gładką, aksamitnie satynową i błyszcząca powierzchnię, której fakturę tworzą drobne, regularne i niemal równolegle biegnące rysy. Wykończeniu matowe z teksturami wielokierunkowymi nadaje powierzchni nieregularną fakturę, głównie na odlewach, w efekcie piaskowania lub śrutowania metalu pod wysokim ciśnieniem. Dostępne są również warianty wykończeń ze zdefiniowanymi wzorami, gdy blacha wykonana ze stopu miedzi jest obrabiana pomiędzy dwoma walcami, które nadają jej bogatą fakturę w formie wytłoczenia.
Patynacja metodami chemicznymi. W efekcie fabrycznej patynacji wstępnej metodami chemicznymi producenci mają obecnie możliwość wytwarzania swoich produktów w szerokiej gamie barw bardzo zbliżonych do kolorów naturalnej patyny. Miedź wstępnie patynowana okazuje się szczególnie przydatna w czynnościach naprawczych, gdy konieczne jest na przykład użycie blachy w kolorze identycznym jak naprawiane pokrycie dachowe. Wstępna patynacja jest również interesującą opcją obróbki powierzchniowej dla materiałów, z których wytwarzane są nowoczesne elementy architektoniczne, takie jak okładziny pionowe, podniebienia czy rynny w przypadkach, gdy proces ten jest wymagany, lecz brak warunków dla naturalnego powstania patyny.
Barwienie chemiczne to sztuka bazująca zarówno na umiejętnościach, jak i doświadczeniu. Stosowanie technik barwienia zależy od czasu, temperatury, przygotowania powierzchni, wilgotności i wielu innych zmiennych czynników. Blachy z miedzi wstępnie patynowanej są wytwarzane w ściśle kontrolowanej atmosferze z zastosowaniem opatentowanych procesów chemicznych. Wykończenia z zieloną patyną to głównie efekt stosowania chlorku lub siarczanu kwasowego. Również związki chemiczne takie jak chlorek amonu (salmiak rodzimy), chlorek miedzi(I), kwas solny czy siarczan amonu są rozwiązaniami z powodzeniem wykorzystywanymi w obróbce powierzchniowej. Wykończenia rzeźbiarskie nadają powierzchni barwę jasno-, średnio- lub ciemnobrązową, w zależności od stężeń i liczby użytych związków chemicznych. Jedną z zalet takiego podejścia jest to, iż w trakcie obróbki zaciera się oznaczenia fabrycznie umieszczane podczas produkcji na jasnej powierzchni miedzi, a także to, iż nie zapobiega się naturalnej patynacji.
Z uwagi na znaczną liczbę zmiennych, które należy wziąć pod uwagę, patyna uzyskiwana metodami chemicznymi jest narażona na problemy takie jak brak przylegania, nadmierne odkształcenia przylegających materiałów czy niemożność uzyskania pożądanej jednolitości kolorystycznej na dużych powierzchniach. Zatem stosowanie patynacji chemicznej nie jest rozwiązaniem rekomendowanym w przypadkach wahań temperatury i wilgotności oraz zmiennych wymogów chemicznych. Z tego też powodu miedź nabywana na potrzeby projektów architektonicznych jest zazwyczaj objęta warunkami gwarancyjnymi formułowanymi niezwykle ostrożnie i zachowawczo.
Niemniej powszechnie stosowane są przydatne techniki i przepisy barwienia miedzi, mosiądzu, mosiądzu żółtego, brązu czy brązu lanego, i oferowane są różnorodne tekstury uzyskiwane metodami fizycznymi i chemicznymi.
Powłoki. Powłoki bezbarwne pomagają konserwować naturalny kolor i zachowywać ciepłe i metaliczne odcienie stopów miedzi. Jednak szczególnie w zastosowaniach zewnętrznych, ich użycie wiąże się z koniecznością konserwacji w odniesieniu do materiału, który sam z siebie takowej nie potrzebuje. Stosowane są organiczne związki chemiczne, które w temperaturze otoczenia pozostają suche lub wymagają podgrzewania do celów utwardzania lub odparowywania rozpuszczalnika. Przykładami najpopularniejszych związków organicznych pełniących funkcję powłok są alkidy, akryl, octano-maślan celulozy, żywica epoksydowa, nitroceluloza, silikon czy uretan. W podanych materiałach źródłowych znaleźć można więcej informacji na ten temat.
Oleje i woski pozwalają usuwać wilgoć z powierzchni miedzianych, a jednocześnie podnoszą jej walory estetyczne, wydobywając z metalu połysk i głębię koloru. Olejowanie to technika standardowo stosowana w celu wydłużenia czasu, przez który miedź zachowa brązową barwę lub czarny odcień. Niemniej jednak elementy zewnętrzne wykonane z miedzi nie zyskają dzięki niej połysku. Oleje i woski zapewniają ochronę powierzchni zewnętrznych na krótki czas, jednak dłużej chronią elementy architektoniczne we wnętrzach.
Olejowanie to technika wykorzystywana głównie względem pokryć dachowych i elementów obróbki blacharskiej. Najczęściej stosowanymi gatunkami olejów są Lemon Oil, U.S.P., Lemon Grass Oil, Native E.I., a także oleje parafinowe, lniane oraz rycynowe. Powtórne nakładanie powłok ochronnych na pokrycie dachowe lub opierzenie z częstotliwością tak niewielką, jak choćby raz na trzy lata, może skutecznie opóźnić proces formowania się patyny. W klimacie suchym, przerwy pomiędzy wymaganymi operacjami olejowania mogą wydłużyć się nawet do 3-5 lat.
Woskowanie to technika standardowo zarezerwowana dla elementów architektonicznych szczególnie wyeksponowanych lub znajdujących się w najbardziej ruchliwych miejscach. Mieszanki wosków, które powszechnie znane są z najlepszych rezultatów stosowania to Canauba w połączeniu z terpentyną ekstrakcyjną lub wosk pszczeli w połączeniu z terpentyną ekstrakcyjną, a także woski w pastach.

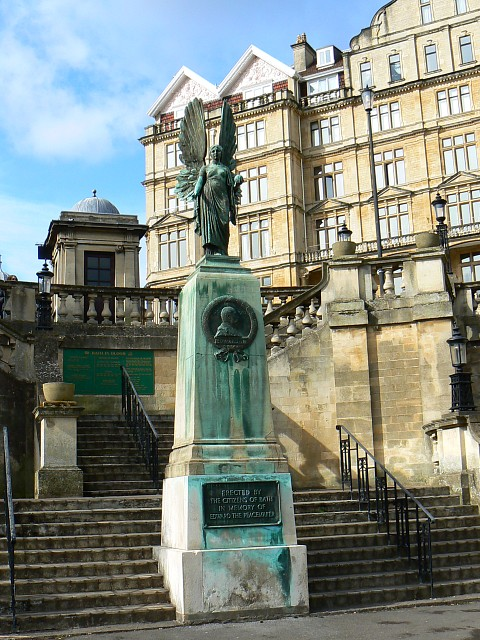
Przykład niepożądanego zabarwienia jasnych elementów architektonicznych na skutek spływu wody z powierzchni miedzianych, którego można jednak uniknąć, stosując na miedzi powłoki na bazie ołowiu

Kryjące powłoki lakiernicze są zazwyczaj stosowane na powierzchniach miedzianych w sytuacjach, gdy pożądana jest spójność i długowieczność podłoża, natomiast podstawowym wymogiem jest barwa powierzchni różniąca się od naturalnego odcienia miedzi.
Powłoki na bazie ołowiu do elementów miedzianych są szczególnie przydatne, gdy konstruktorom zależy na uzyskaniu powierzchni o wyglądzie ołowiu wystawionego na działanie czynników atmosferycznych, lub gdy spływ wody z niechronionych powłoką elementów wykonanych ze stopów miedzi mógłby skutkować nieestetycznym przebarwieniem jaśniejszych detali architektonicznych wykonanych z materiałów takich jak marmur, wapień, stiuk, zaprawa murarska czy beton. Ołów wystawiony na działanie czynników pogodowych może również zmieniać barwę na inną niż typowo utożsamiana z nim łagodna szarość. Powłoki ołowiowe często zachowują spójność z pomalowanymi na biało elementami stolarki budowlanej. Metalem bazowym jest zazwyczaj miedź w postaci blachy zimnowalcowanej, na którą nakłada się warstwę ołowiu poprzez zanurzenie blachy lub taśmy w kąpieli z roztopionego ołowiu. Powłoki świetnie nadają się do malowania i trwale wiążą się z lakierami, lecz zasadniczo nie chronią miedzi. Mimo iż nie jest to sytuacja standardowa, zarysowania na powierzchni ołowiowej mogą przyspieszyć korozję miedzi na skutek odwrotnej reakcji galwanicznej.
Powłoki cynkowo-cynowe stanowią interesującą alternatywę dla powłok na bazie ołowiu, jako że charakteryzują się bardzo zbliżonym wyglądem i obrabialnością.
Powłoki z emalii są głównie stosowane na powierzchniach miedzianych wyrobów artystycznych.
W podanych materiałach źródłowych znaleźć można więcej informacji na ten temat.

## Zastosowania

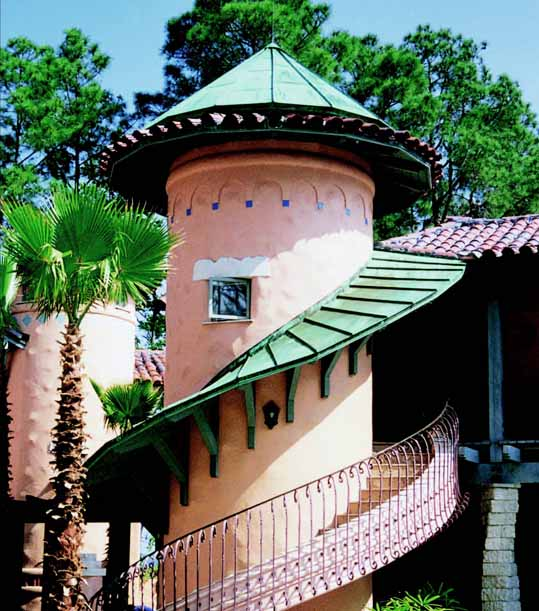
Przykład zastosowania miedzi w architekturze: miedziana kopuła zwieńczona miedzianym kwiatonem, miedziana spiralna markiza oraz miedziana poręcz

Rzemieślnicy i projektanci czerpią korzyści z właściwości miedzi, tworząc estetycznie imponujące i trwałe budowle. Od katedr, po zamki i od domostw po obiekty biurowe, miedź można znaleźć w bardzo wielu miejscach: na dachach łagodnie opadających i spadzistych, podniebieniach, deskach okapowych, opierzeniach, rynnach, rurach spustowych, dylatacjach, kopułach, iglicach czy sklepieniach. Miedź znalazła także swoje zastosowanie w okładzinach na ściany i inne powierzchnie zarówno zewnętrzne, jak i wewnętrzne.

### Pokrycia dachowe
Dzięki właściwościom miedzi pokrycia dachowe zyskują unikatowy charakter i wyjątkową trwałość. Pod względem estetycznym, miedź może stanowić dopełnienie stylistyczne obiektu architektonicznego stworzonego w dowolnej konwencji, tak tradycyjnego, jak i nowoczesnego. Jej ciepła barwa i wewnętrzne piękno przykuły uwagę licznego grona architektów. Miedź jest również odpowiedzią na potrzeby architektów i właścicieli budynków w zakresie kosztów utrzymania w cyklu życia, łatwości produkcji, ograniczonego zakresu konserwacji i przyjazności względem środowiska naturalnego.

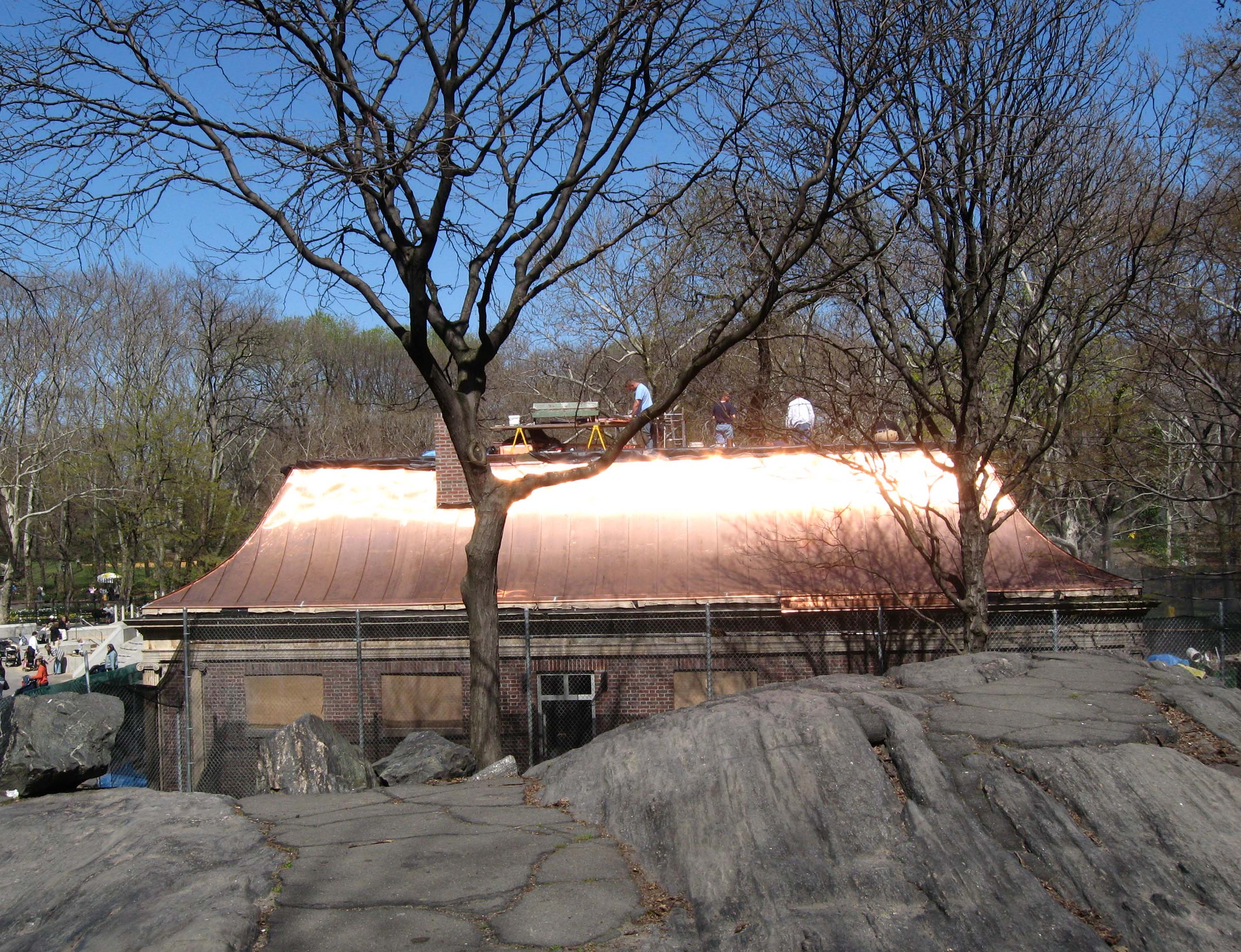
Nowe miedziane pokrycie dachowe

Montaż pokrycia dachowego wykonanego z miedzi wymaga od montera umiejętności i doświadczenia. Plastyczność i ciągliwość tego materiału sprawiają, że znakomicie nadaje się do pokrywania nieregularnych powierzchni dachowych. Z łatwością poddaje się obróbce przez młotkowanie i nadaje się do tworzenia elementów wodoszczelnych bez konieczności doszczelniania złączy czy zakładania uszczelek. Miedź używana jest do wytwarzania kopuł i innych zakrzywionych elementów konstrukcji dachowych.
Miedziany dach, pod warunkiem jego należytego zaprojektowania i wykonania, zapewnia skuteczną i opłacalną kosztowo osłonę na długie lata. Badania dachów miedzianych prowadzone w Europie w XVIII wieku dowiodły, że teoretycznie mogą one przetrwać nawet tysiąc lat.
Kolejną korzyścią wynikającą ze stosowania miedzianych systemów pokryć dachowych jest względna łatwość realizacji napraw. Niewielkie wżery czy pęknięcia, a także uszkodzenia na skutek czynników zewnętrznych można z powodzeniem wypełniać lutem. W przypadku uszkodzeń na większej powierzchni można przylutować uprzednio wycięte łaty. Natomiast w sytuacji, gdy uszkodzenia obejmują wyjątkowo znaczną powierzchnię, odpowiednią połać miedzi można wyciąć i zastąpić poprzez lutowanie z płaską spoiną zabezpieczoną na zakład.
Dachy miedziane są porównywalne z wykonanymi z innych materiałów, a nawet mogą je przewyższać pod względem oszczędności energii. Dzięki wentylowanemu systemowi dachowemu wykonanemu z miedzi na budynku Oak Ridge National Laboratory (USA) istotnie ograniczono przyrost ciepła w porównaniu z dachem krytym gontami stalowymi z kamienną posypką (SR246E90) czy gontami asfaltowymi (SR093E89), co w efekcie obniżyło koszty zużycia energii.
Warto w tym miejscu wspomnieć o kilku typach dachów miedzianych:
Dach na rąbek stojący jest montowany ze wstępnie formowanych lub formowanych na miejscu arkuszy. Arkusze biegną równolegle względem nachylenia dachu i łączone są z przylegającymi arkuszami na podwójny rąbek stojący. Miedziane zaciski łączone ze spoinami mocują pokrycie dachu do jego konstrukcji.
Pokrycie dachowe ze spoinami z listwą mocującą składa się z miedzianych arkuszy układanych równolegle do nachylenia dachu, rozdzielonych drewnianymi listwami. Na listwach umieszcza się miedziane nakrywki luźno łączone z sąsiadującymi arkuszami, co pomaga zabezpieczyć konstrukcję pokrycia. Arkusze są mocowane przy pomocy zacisków łączonych z listwami. Łączenie arkuszy wstępnie formowanych wymaga zastosowania spoin poprzecznych.
Pokrycia dachowe z rąbkiem poziomym, określane także mianem bermudzkich, wykonuje się z miedzianych arkuszy, których dłuższe boki biegną w poprzek dachu i są mocowane do poziomych drewnianych kołków. Na każdym kołku tworzy się stopień, co zapewnia skuteczne mocowanie przylegających arkuszy. Dostosowując wysokość i rozmieszczenie stopni, można wpływać na wygląd pokrycia dachu.
Konstrukcję standardowego jodełkowego pokrycia dachowego uzyskuje się dzięki zastosowaniu listwy mocującej oraz dodatkowych listew. Przy odpowiednim projekcie, listwy mogą mieć niemal dowolne kształty czy rozmiary i być układane w dowolnych kierunkach.
Systemy pokryć dachowych układanych na rąbek płaski i lutowanych standardowo stosuje się na dachach płaskich lub o niskim kącie nachylenia. Rozwiązanie to jest również wykorzystywane na powierzchniach zakrzywionych, takich jak kopuły czy sklepienia kolebkowych.
Z kolei miedziane pokrycie dachowe łączone bez lutowania na rąbek płaski to alternatywna dla gontów, stosowana na dachach o znacznym kącie nachylenia.
Dachy mansardowe występują na pionowych lub niemal pionowych powierzchniach. W przeważającej liczbie przypadków pokrycia takich dachów montowane są na rąbek stojący lub z wykorzystaniem listwy mocującej.
Systemy oparte na długich arkuszach (gdzie długość arkuszy i spoin przekracza 3 m) zapewniają kompensację całkowitych naprężeń spowodowanych zjawiskiem rozszerzalności dla konstrukcji o dużej rozpiętości krytych blachami miedzianymi. Tego typu instalacje mogą być bardzo skomplikowane z uwagi na konieczność uwzględnienia długości arkuszy dachowych samej spoiny, konstrukcję i rozmieszczenie łączników, a także fizyczne aspekty rozszerzalności blach miedzianych. Zjawisko rozszerzalności musi koniecznie zostać skompensowane poprzez zamocowanie arkusza na jednym z końców (dzięki czemu efekty rozszerzania kumulują się na luźnym końcu) lub zamocowanie arkusza w jego środkowej części (a zatem skumulowanie połowicznych efektów zjawiska rozszerzania na obydwu swobodnych końcach). Oprócz większych paneli stosuje się także dachówki miedziane, dzięki którym każdy system pokryć dachowych zyskuje unikatowe cechy. Mogą być one stosowane na dachach dowolnych kształtów, bez względu na warunki klimatyczne.

### Opierzenia
Mimo iż większość stosowanych współcześnie materiałów budowlanych charakteryzuje się względną odpornością na wilgoć, wiele typów połączeń pomiędzy elementami murarskimi, panelami i detalami architektonicznymi takiej odporności już nie wykazuje. Naturalne ruchy konstrukcji na skutek osiadania, rozszerzalności czy kurczenia się mogą ostatecznie doprowadzić do utraty szczelności złączy.
Miedź jest dobrym materiałem na potrzeby obróbek blacharskich z uwagi na jej ciągliwość, wytrzymałość mechaniczną, podatność na lutowanie, obrabialność, wysoką odporność na żrące działanie zapraw budowlanych czy niekorzystnych czynników środowiskowych, a także wyjątkową żywotność. Pozwala to tworzyć dachy, które nie mają słabych punktów. A biorąc pod uwagę, jak kosztowna jest wymiana elementów opierzenia w przypadkach ich uszkodzenia, trwałość miedzi okazuje się decydującym argumentem w kontekście opłacalności.
Dla większości zastosowań w obróbce blacharskiej zaleca się twardą miedź w blachach zimnowalcowanych o grubości 1/8 cala. Materiał ten zapewnia wyższą odporność na naprężenia spowodowane rozszerzaniem i kurczeniem się materiału niż miedź miękka, który to gatunek miedzi jest polecany w przypadkach, gdy wymagania priorytetowe dotyczą precyzyjnego formowania skomplikowanych kształtów detali systemów dachowych. Rozszerzalność cieplna opierzenia jest eliminowana lub dopuszczana wyłącznie w ściśle określonych miejscach.
Nieprawidłowe wykonanie obróbek blacharskich może przyczynić się do rozwinięcia korozji liniowej i skrócenia żywotności opierzenia kosza. Ryzyko to jest najpoważniejsze na krawędzi warstwy gontów, gdzie ich opierają się na miedzianym opierzeniu.
Skrośne obróbki blacharskie wypierają wilgoć, która penetruje ściany, zanim zdoła wyrządzić poważne szkody. Natomiast obróbki przejść kierują wodę w stronę głównych elementów opierzenia, które z kolei odprowadzają ją w kierunku innych materiałów.
Stosowane są bardzo różnorodne rodzaje opierzeń i zwieńczeń miedzianych. W podanych materiałach źródłowych znaleźć można stosowne wyjaśnienia w postaci schematycznej.

### Rynny i rury spustowe

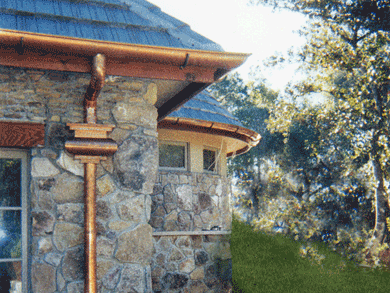
Miedziany system odwodnienia, składający się z rynien miedzianych o przekroju półokrągłym, rynien miedzianych o pełnym przekroju okrągłym, miedzianej głowicy spustowej, rury spustowej o przekroju okrągłym oraz dekoracyjnych miedzianych wieszaków rynnowych

Przeciekające rynny i rury spustowe mogą powodować poważne uszkodzenia wewnętrznej i zewnętrznej konstrukcji budynku. Miedź może być z powodzeniem wykorzystywana do produkcji rynien i rur spustowych, jako że zapewnia solidność i wodoszczelność połączeń. Można oczekiwać, iż miedziane rynny i rury spustowe pełnić będą swe funkcje dłużej niż elementy wykonane z jakichkolwiek innych metali i tworzyw sztucznych. Nawet w klimacie nadmorskim, gdzie korozja rozwija się szybciej, czy też na obszarach, gdzie problemem są kwaśne deszcze lub smog, rynny i rury spustowe wykonane z miedzi skutecznie realizują swoje zadania przez 50 lat, a nawet dłużej.
Rury spustowe mogą posiadać fakturę gładką lub pofałdowaną, być okrągłe czy też prostokątne w przekroju. Standardowo stosuje się w tym zakresie zimnowalcowane blachy miedziane o grubości szesnastu lub dwudziestu uncji. Powszechnie dostępne są także elementy dekoracyjne instalacji odwodnienia dachu.

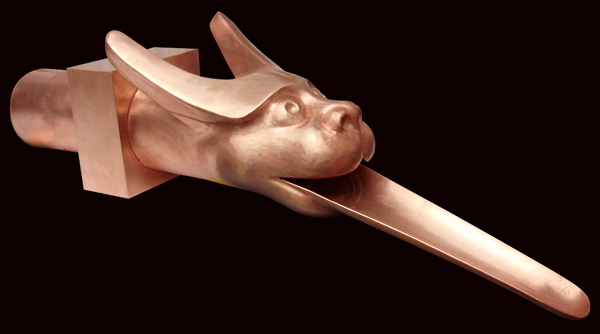
Gargulec wieńczący odpływ z rynny spustowej wykonany z czystej miedzi

Podwieszane rynny miedziane są zazwyczaj montowane do mosiężnych lub miedzianych wsporników lub wieszaków, a także mocowane taśmami mosiężnymi. Rynny miedziane są często wbudowywane w konstrukcje wsporcze w obudowie drewnianej. Odpływy stosuje się w przypadkach, gdy niezbędne jest zapewnienie wylotu przez ściany parapetowe lub ograniczniki żwirowe na dachach płaskich i krytych papą, co zapewnia należyte odprowadzenie nadmiaru wody. Można je także stosować w połączeniu z rynnami i rurami spustowymi w celu wyprowadzania wody w określonym kierunku. Miedziane studzienki dachowe są zazwyczaj stosowane do odwadniania niewielkich powierzchni takich jak wiaty. Spusty ze studzienkami nie są zalecane dla większych instalacji odwadniania dachu.

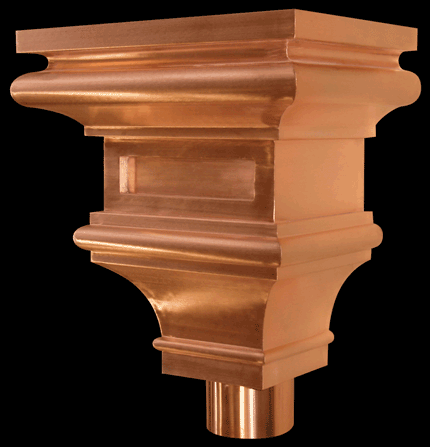
Rura spustowa z ręcznie wykonaną, miedzianą głowicą

Jedną z negatywnych własności miedzi jest jej skłonność do barwienia jaśniejszych elementów architektonicznych wykonanych z materiałów takich jak marmur czy wapień. Zielone skazy są szczególnie wyraźne na powierzchniach o jasnych kolorach. Miedź pokryta ołowiem może z kolei tworzyć skazy czarne czy szare, które lepiej komponują się z barwą jaśniejszych materiałów budowlanych. Zjawisko barwienia może być także wyeliminowane poprzez zapewnienie należytego odpływu wody rynnami i rurami spustowymi z dala od konstrukcji, lub zastosowanie okapników pomagających w ograniczaniu wilgoci na stykach pomiędzy powierzchniami miedzianymi powyżej i elementami wykonanymi z innych materiałów znajdującymi się niżej. Aby zapobiec powstawaniu skaz, na porowatych powierzchniach stosuje się również bezbarwny silikon. Skazy mogą nie pojawiać się w miejscach, gdzie z uwagi na znaczną prędkość spływu wody nie zalega ona długo na miedzianej powierzchni.

### Kopuły, iglice i sklepienia

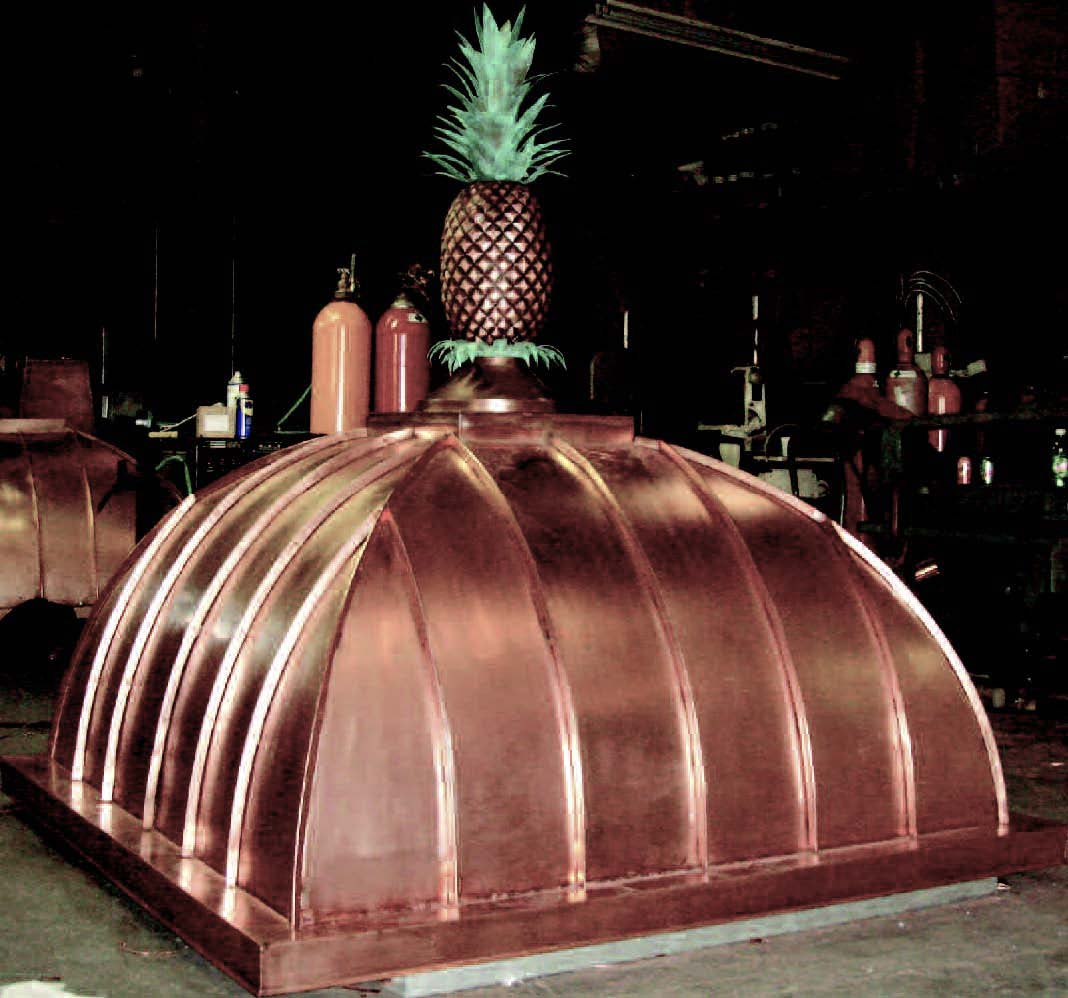
Miedziana kopuła wykonana z arkuszy łączonych na rąbek stojący, zwieńczona u szczytu miedzianym kwiatonem o kształcie ananasa. Kwiaton został wykonany ręcznie z miedzi niepowlekanej, natomiast jego liście wykonano z miedzi patynowanej.

Istnieje wiele różnych typów kopuł, iglic i sklepień miedzianych, zarówno charakteryzujących się prostymi geometrycznymi kształtami, jak i zakrzywionymi powierzchniami i konstrukcjami złożonymi. Przykłady można tu mnożyć, jednak warto wspomnieć o sferycznych kopułach z pokryciami łączonymi ukośnie na rąbek płaski, sferycznych kopułach z pokryciami łączonymi na rąbek stojący, sferycznych kopułach łączonych na rąbek płaski, stożkowatych iglicach, pokryciach dachowych łączonych na rąbek płaski stosowanych na iglicach ośmiokątnych, a także sklepieniach kolebkowych z pokryciami łączonymi na rąbek stojący czy płaski. W przywołanych tu materiałach źródłowych znaleźć można opis poszczególnych etapów tworzenia projektu powłoki kopuły czy też specyfikacje konkretnych konstrukcji miedzianych.

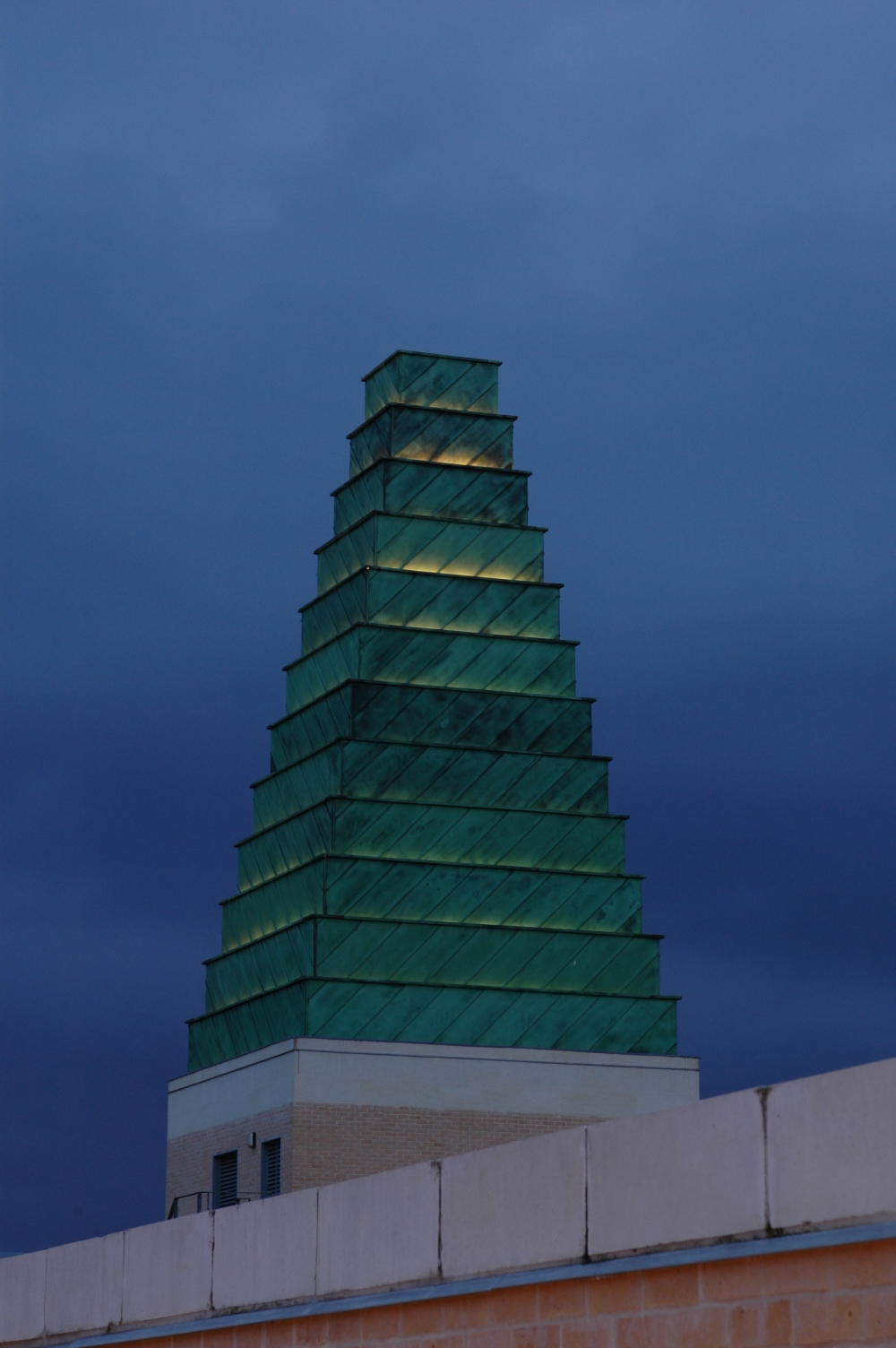
Wieża w okładzinie miedzianej gmachu Saïd Business School w Oxfordzie, Oxford, U.K., będąca wyrazem nowoczesnej interpretacji określenia „miasto malowniczych wież”

### Okładziny ścienne
Zobacz też: Oblicówka.
Okładzina ścienna wykonana z miedzi stała się bardzo popularnym rozwiązaniem w nowoczesnej architekturze. Dostępne technologie pozwalają architektom łączyć w projektach budowli właściwości konstrukcyjne i zakładane cechy wizualne, na przykład wykorzystując tłoczone lub formowane okładziny metalowe.
Okładziny pozwalają na tworzenie konstrukcji znacznie lżejszych, niż gdyby wykonane były z litej miedzi. Panel kompozytowy o grubości 4 mm waży zaledwie 2,08 funta na stopę kwadratową, co stanowi 35% masy panelu o identycznych wymiarach wykonanego z litej miedzi.
Oblicówka miedziana stosowana jest na zewnątrz, jak i wewnątrz budynków. W zastosowaniach zewnętrznych miedziane blachy okładzinowe, gonty i prefabrykowane panele osłonowe pełnią funkcję pierwszej linii obrony budynków przed wiatrem, kurzem czy wodą. Okładziny są lekkie, trwałe i odporne na korozję, co jest tym ważniejsze, im większy jest budynek. Najczęściej można je spotkać na ścianach holów, na podniebieniach, oblicówkach kolumn czy ścianach wewnętrznych kabin wind.
Okładziny miedziane można ciąć, trasować, piłować, obrabiać pilnikiem, można w nich wiercić, wkręcać śruby, spawać je czy zaginać, formując złożone kształty. Dostępne są w szerokiej gamie wariantów wykończeń i kolorów.
Okładzinami miedzianymi można pokrywać ściany płaskie, okrągłe, a nawet posiadające bardziej nietypowe kształty. W większości przypadków są one formowane na miejscu, bezpośrednio przed zabudową. Mogą być także prefabrykowane. Dodatkowo powszechnie dostępne są systemy zaawansowane technologicznie, takie jak panele izolowane, panele w postaci plastrów miodu, ekrany miedziane czy okładziny do ścian konstrukcyjnych. Dzięki zastosowaniu poziomej oblicówki miedzianej i jej drobnych, poziomych linii, uzyskuje się efekt spłaszczenia powierzchni. Ukośne panele miedziane nadają konstrukcji głębi, podkreślając grę światła i cienia. Z kolei oblicówka płaska zapobiega powstawaniu gry światłocienia. Panele konstrukcyjne są przeznaczone do bezpośredniego montażu na konstrukcji ściennej, bez konieczności stosowania ciągłego podłoża. Skośne panele łączone na zakład wykorzystywane na powierzchniach zakrzywionych, takich jak kopuły, iglice czy sklepienia kolebkowych. Montaż paneli poziomych łączonych na zakład na powierzchni pionowej odbywa się podobnie do pokrycia dachowego ze spoiną płaską. Z kolei ekrany miedziane stanowią lekkie rozwiązanie wykończeniowe, umożliwiające perforację powierzchni lub tworzenie formowanych otworów i pełniące zadanie ekranów przeciwsłonecznych lub dekoracyjnych. Miedziane ściany kurtynowe są zewnętrznymi, niekonstrukcyjnymi elementami budynków, chroniącymi je przed negatywnym wpływem czynników pogodowych, natomiast kompozytowe okładziny na bazie miedzi wykonywane są poprzez zamocowanie arkuszy miedzianych po obydwu stronach sztywnej powłoki termoplastycznej.

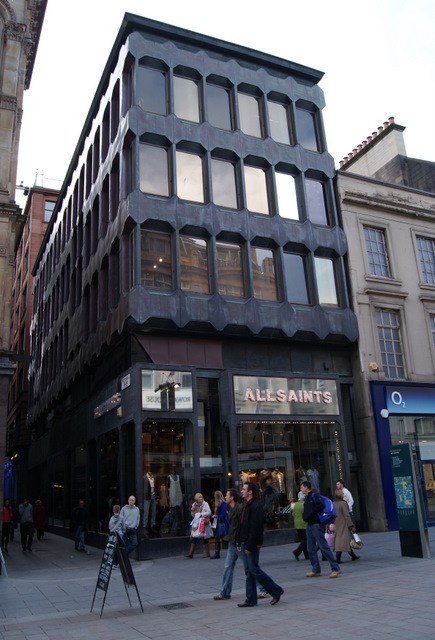
Była siedziba dawnych brytyjskich linii lotniczych British Overseas Airways Corporation w Glasgow z elewacją w okładzinie miedzianej

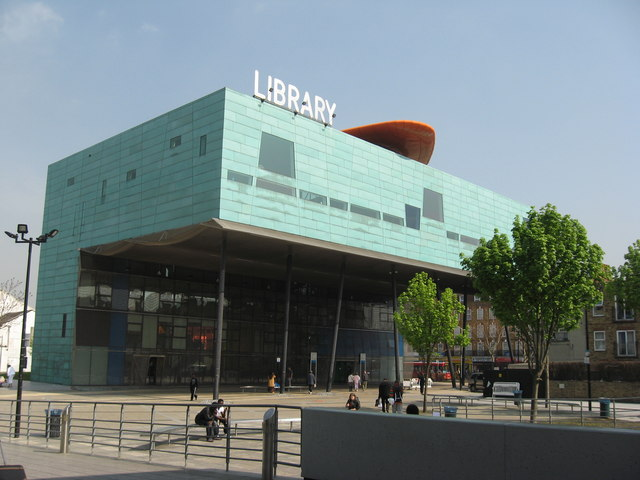
Biblioteka Peckham Library pod Londynem. Projekt, który zdobył liczne nagrody, takie jak Stirling Award dla najlepszej innowacji architektonicznej w 2000 r., Copper Cladding Award w 2001 r. oraz Civic Trust Award w uznaniu doskonałości w sferze architektury użytku publicznego w roku 2002.

Wśród dostępnych aktualnie systemów okładzin elewacyjnych na bazie miedzi, warto wymienić następujące:
System rąbkowany. Jest to system bazujący na tradycyjnej konstrukcji pionowej lub poziomej miedzianej okładziny, stosowanej na dachach i elewacjach. Okładziny występują w formie blach i taśm łączonych zaciskami. Jako że głównym zmartwieniem konstruktorów względem powierzchni pionowych nie jest raczej wodoszczelność, łączenia kątowe na rąbek stojący są zazwyczaj wystarczające, a zatem nie jest konieczne stosowanie podwójnego rąbka stojącego. W materiałach dostępnych pod zamieszczonymi tutaj linkami można zapoznać się z fotografiami połączeń poziomych i pionowych na rąbek stojący i płaski w konstrukcji miedzianej bramy gmachu Uniwersytetu w Debreczynie na Węgrzech, a także elewacji budynku hotelu Crowne Plaza Milano w Mediolanie we Włoszech, pokrytej okładziną wykonaną ze wstępnie oksydowanej miedzi.
Systemy gontów. Gonty to prefabrykowane, prostokątne lub kwadratowe, płaskie płytki do pokryć dachowych i ściennych, a także do indywidualnych zastosowań budowlanych. Na wszystkich czterech krawędziach są załamane pod kątem 180°, z czego dwa załamania skierowane są na zewnątrz, a dwa pozostałe – do wewnątrz. Gonty są ze sobą łączone w trakcie montażu. Mocowania przykrywane są łącznikami wykonanymi ze stali nierdzewnej lub miedzi, pod drewnianym pokryciem lub trapezowymi panelami. Wrębianie i załamywanie wykonywane maszynowo zapewniają gontom niezmienne wymiary. Na witrynach, do których odwołują się zamieszczone tutaj łącza, można znaleźć fotografie miedzianych gontów w zastosowaniach zewnętrznych i wewnętrznych.
Panele. Panele to nic innego jak arkusze wstępnie profilowanej blachy miedzianej o długości dochodzącej do 4-5 metrów i standardowej szerokości do 500 mm. Stanowią one dwustronne elementy okładzinowe dostępne w wariantach z i bez bazy krańcowej. Panele są montowane na pióro i wpust, a także na zakład, w orientacji pionowej, poziomej lub ukośnej. Występują w trzech podstawowych formach: paneli montowanych pionowo na pióro i wpust na płaskich powierzchniach, pełniących funkcję okładziny elewacyjnej, paneli montowanych poziomo na pióro i wpust na płaskich powierzchniach w funkcji okładziny elewacyjnej oraz paneli wykonywanych na zamówienie i układanych w różnych kierunkach, ze złączami widocznymi lub ukrytymi, licowanymi z powierzchnią lub mocowanymi na zakład. W materiałach pod zamieszczonymi linkami znaleźć można fotografie złotych oraz wstępnie patynowanych zielonych paneli wykonanych z miedzi.
Systemy kasetonowe. Kasetony to sztywne, prostokątne, wentylowane arkusze metalowe o formie zakrzywionej lub płaskiej, tworzące systemy układane i montowane na konstrukcjach wsporczych. Wszystkie cztery krawędzie kasetonów są fabrycznie zaginane, co umożliwia układanie pokaźnych rozmiarów metalowych arkuszy równo z powierzchnią okładziny. Mocuje się je zazwyczaj z użyciem nitów, wkrętów, kątowych wsporników lub wkręcanych haków bezpośrednio do podłoża. Kasetony systemowe są fabrycznie profilowane w zależności od określonych wymagań architektonicznych. Na witrynach, do których odnoszą się podane tutaj łącza, zamieszczone są fotografie okładzin kasetonowych.
Blachy profilowane. Blachy profilowane są doskonałym rozwiązaniem do celów pokrywania dużych powierzchni okładziną pozbawioną łączeń, dzięki ich regularnej i nieskomplikowanej konstrukcji. Dostępne w szerokiej gamie kształtów, blachy profilowane układane są na nowych, płaskich dachach, elewacjach oraz dachach spadzistych, lecz znajdują także zastosowanie w pracach renowacyjnych. Wśród dostępnych blach profilowanych warto wspomnieć o profilach falistych, trapezowych o zmiennej geometrii, czy też profilach wykonywanych na zamówienie o geometrii i krawędziach dostosowywanych do indywidualnych potrzeb. Istnieje także możliwość ich prefabrykowania z określonymi uprzednio wytłoczeniami i wzorami.
Kształtowniki specjalne. Okładziny elewacyjne z kształtowników specjalnych pozwalają osiągać zakładane efekty wizualne. Perforowane blachy są powszechnie dostępne w szerokiej gamie kształtów (okrągłe, kwadratowe, podłużne itp.) czy konfiguracji (prostokątne, ukośne, układane równolegle na szerokość czy naprzemiennie itp.). Umożliwiają tworzenie najbardziej wyszukanych wzorów, a nawet grafik czy tekstu. Dostępne są także blachy siatkowe czy tkaninowe. Na witrynach, do których odnoszą się podane łącza, znajdują się przykładowe fotografie budynków z okładzinami elewacyjnymi wykonanymi z kształtowników specjalnych.

### Dylatacje
Jednym z istotnych aspektów projektowania architektonicznego jest uwzględnienie ruchów budowli spowodowanych temperaturą, obciążeniami oraz osadzaniem. Dylatacje konstrukcyjne pełnią funkcje barier zewnętrznych i przysłaniają przestrzenie pomiędzy poszczególnymi elementami. Miedź znakomicie sprawdza się jako materiał do złączy dylatacyjnych, jako że z łatwością poddaje się formowaniu i jest wyjątkowo trwała. W przywołanych materiałach szczegółowo opisano różne aspekty architektoniczne konstrukcji dachowych, krawędzi dachów i posadzek.

### Architektura wnętrz

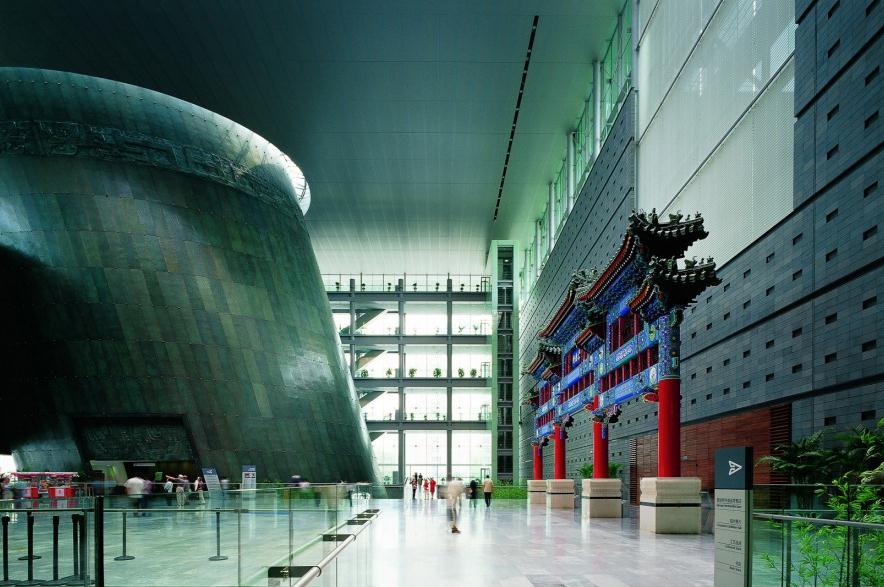
Okładzina miedziana na ścianach wewnętrznych Muzeum Stolicy w Pekinie

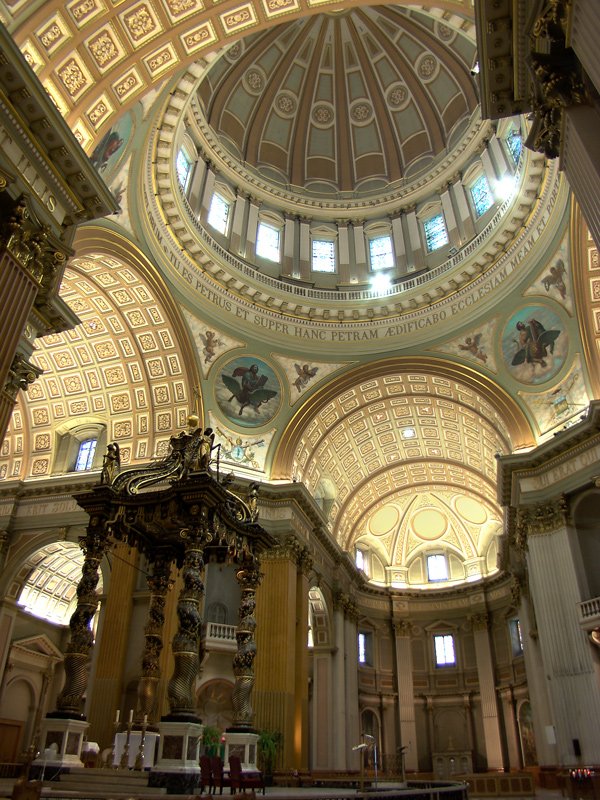
Katedra/Bazylika Marii Królowej Świata w Montrealu. W transepcie, naprzeciwko ołtarza głównego znajduje się baldachim z czerwonej miedzi, wykonany w Rzymie w roku 1900.

Miedź jest materiałem istotnie wpływającym na aspekty estetyczne ścian wewnętrznych, sufitów, armatury, mebli czy wyposażenia, wprowadzając do wnętrz atmosferę ciepła, spokoju i ciszy. Względem jej zalet czysto technicznych, miedź jest lekka, odporna na ogień, trwała, obrabialna i nieorganiczna (co oznacza, że nie emituje związków gazowych). Standardowo więc miedź wykorzystywana jest we wnętrzach jako materiał do wytwarzania paneli, gontów, ekranów, ornamentów, armatury i inne detali dekoracyjnych.
Ponieważ miedź niszczy czynniki chorobotwórcze, architekci projektujący placówki użytku publicznego, takie jak szpitale czy obiekty komunikacji zbiorowej, postrzegają wyroby miedziane jako korzystne z punktu widzenia zdrowia publicznego. Na przestrzeni ostatnich lat miedziane lady, okapy, zlewy, uchwyty, klamki, krany czy dekoracje mebli stały się niezwykle modne nie tylko z uwagi na korzystny wygląd, lecz także właściwości przeciwdrobnoustrojowe.
Elementy miedziane stosowane we wnętrzach są łączone poprzez zgrzewanie doczołowe i lutowanie, a także z użyciem nitów, gwoździ, wkrętów czy śrub, na rąbek stojący lub płaski, na zakład (zarówno z łącznikami, jak i bez nich), śrubowo z kołnierzem, z wypustem, na zakład licowany oraz z listwami montażowymi.

### Budownictwo ekologiczne
Materiały zgodne z koncepcją zrównoważonego rozwoju są niezwykle istotne w kontekście budownictwa ekologicznego. Wśród zalet przez nie oferowanych warto wspomnieć o trwałości, długim cyklu życia, przydatności do recyklingu, a także wydajności energetycznej i cieplnej. Miedź zdecydowanie wyróżnia się we wszystkich tych kategoriach.
Jest jednym z najbardziej wydajnych naturalnych przewodników ciepła i energii elektrycznej, dlatego wydatnie przyczynia się do oszczędności energii. Z uwagi na jej wysoką przewodność cieplną, jest powszechnie stosowana jako materiał w instalacjach grzewczych, pompach ciepła z wymianą bezpośrednią, a także elementach układów solarnych i ciepłej wody użytkowej. Z kolei wysoka przewodność elektryczna podnosi sprawność systemów oświetlenia, silników elektrycznych, wentylatorów i innych urządzeń elektrycznych, czyniąc eksploatację budynków, w których jest stosowana bardziej opłacalną, a same budynki bardziej energooszczędnymi i przyjaznymi środowisku.
Z uwagi na wyższą przewodność cieplną miedzi w porównaniu z innymi materiałami stosowanymi w produkcji okładzin elewacyjnych i pokryć dachowych jest ona doskonałym rozwiązaniem dla elewacji zintegrowanych z solarnymi systemami odzysku ciepła. Po raz pierwszy miedź została wykorzystana na skalę komercyjną na elewacji w pełni zintegrowanej z solarnym systemem grzewczym w budynkach kompleksu basenów publicznych w Pori (Finlandia). Jest to znakomity przykład realizacji koncepcji zrównoważenia i redukcji emisji związków węgla w środowisku miejskim. Opisywana elewacja solarna współpracuje z kolektorami dachowymi, a uzupełnieniem systemu są ogniwa fotowoltaiczne zainstalowane na dachu, dzięki którym odzyskuje się 120.000 kWh energii cieplnej, co stanowi ilość wystarczającą do ogrzewania przez cały rok sześciu przeciętnej wielkości domów jednorodzinnych w tak zimnym klimacie, jaki panuje w Finlandii.
Jedna z norm wprowadzonych w życie przez Amerykańską Radę Budownictwa Ekologicznego (USGBC) w ramach systemu ocen dla projektów energetycznych i środowiskowych, określanych terminem Leadership in Energy and Environmental Design (LEED), wymaga, by nowo powstające budynki zawierały elementy wykonane z materiałów pochodzących z recyklingu odpadów przed- i pokonsumpcyjnych. Większość wyrobów miedzianych wykorzystywanych w budownictwie (z wyjątkiem układów zasilania elektrycznego, które wymagają stosowania miedzi nieprzetapianej o wysokiej czystości) w znacznym stopniu składa się z surowców pozyskiwanych z odzysku.

## Nagrody dla projektów zastosowania miedzi w architekturze
Konkursy, w których ramach nagradzani są twórcy projektów miedzianych instalacji budowlanych, odbywają się w Kanadzie i Stanach Zjednoczonych oraz w Europie. Organizowany jest także międzynarodowy konkurs pod hasłem „Miedź w domu” (Copper and the Home), w którego ramach jury składające się z uznanych specjalistów w branży architektonicznej i przetwórstwa miedzi nagradza nadsyłane projekty w takich kategoriach, jak wykorzystanie miedzi w projekcie budynku, wykonawstwo instalacji miedzianych, doskonałość w innowacji czy renowacja obiektów zabytkowych.